# 1992 год
1992 (ты́сяча девятьсо́т девяно́сто второ́й) год  по григорианскому календарю — високосный год, начинающийся в среду. Это 1992 год нашей эры, 2‑й год 10‑го десятилетия XX века 2‑го тысячелетия, 3‑й год 1990‑х годов. Он закончился 33 года назад.
| Пн | Вт | Ср | Чт | Пт | Сб | Вс |
|    |    | 1  | 2  | 3  | 4  | 5  |
| 6  | 7  | 8  | 9  | 10 | 11 | 12 |
| 13 | 14 | 15 | 16 | 17 | 18 | 19 |
| 20 | 21 | 22 | 23 | 24 | 25 | 26 |
| 27 | 28 | 29 | 30 | 31 |    |    |

| Пн | Вт | Ср | Чт | Пт | Сб | Вс |
|    |    |    |    |    | 1  | 2  |
| 3  | 4  | 5  | 6  | 7  | 8  | 9  |
| 10 | 11 | 12 | 13 | 14 | 15 | 16 |
| 17 | 18 | 19 | 20 | 21 | 22 | 23 |
| 24 | 25 | 26 | 27 | 28 | 29 |    |

| Пн | Вт | Ср | Чт | Пт | Сб | Вс |
|    |    |    |    |    |    | 1  |
| 2  | 3  | 4  | 5  | 6  | 7  | 8  |
| 9  | 10 | 11 | 12 | 13 | 14 | 15 |
| 16 | 17 | 18 | 19 | 20 | 21 | 22 |
| 23 | 24 | 25 | 26 | 27 | 28 | 29 |
| 30 | 31 |    |    |    |    |    |

| Пн | Вт | Ср | Чт | Пт | Сб | Вс |
|    |    | 1  | 2  | 3  | 4  | 5  |
| 6  | 7  | 8  | 9  | 10 | 11 | 12 |
| 13 | 14 | 15 | 16 | 17 | 18 | 19 |
| 20 | 21 | 22 | 23 | 24 | 25 | 26 |
| 27 | 28 | 29 | 30 |    |    |    |

| Пн | Вт | Ср | Чт | Пт | Сб | Вс |
|    |    |    |    | 1  | 2  | 3  |
| 4  | 5  | 6  | 7  | 8  | 9  | 10 |
| 11 | 12 | 13 | 14 | 15 | 16 | 17 |
| 18 | 19 | 20 | 21 | 22 | 23 | 24 |
| 25 | 26 | 27 | 28 | 29 | 30 | 31 |

| Пн | Вт | Ср | Чт | Пт | Сб | Вс |
| 1  | 2  | 3  | 4  | 5  | 6  | 7  |
| 8  | 9  | 10 | 11 | 12 | 13 | 14 |
| 15 | 16 | 17 | 18 | 19 | 20 | 21 |
| 22 | 23 | 24 | 25 | 26 | 27 | 28 |
| 29 | 30 |    |    |    |    |    |

| Пн | Вт | Ср | Чт | Пт | Сб | Вс |
|    |    | 1  | 2  | 3  | 4  | 5  |
| 6  | 7  | 8  | 9  | 10 | 11 | 12 |
| 13 | 14 | 15 | 16 | 17 | 18 | 19 |
| 20 | 21 | 22 | 23 | 24 | 25 | 26 |
| 27 | 28 | 29 | 30 | 31 |    |    |

| Пн | Вт | Ср | Чт | Пт | Сб | Вс |
|    |    |    |    |    | 1  | 2  |
| 3  | 4  | 5  | 6  | 7  | 8  | 9  |
| 10 | 11 | 12 | 13 | 14 | 15 | 16 |
| 17 | 18 | 19 | 20 | 21 | 22 | 23 |
| 24 | 25 | 26 | 27 | 28 | 29 | 30 |
| 31 |    |    |    |    |    |    |

| Пн | Вт | Ср | Чт | Пт | Сб | Вс |
|    | 1  | 2  | 3  | 4  | 5  | 6  |
| 7  | 8  | 9  | 10 | 11 | 12 | 13 |
| 14 | 15 | 16 | 17 | 18 | 19 | 20 |
| 21 | 22 | 23 | 24 | 25 | 26 | 27 |
| 28 | 29 | 30 |    |    |    |    |

| Пн | Вт | Ср | Чт | Пт | Сб | Вс |
|    |    |    | 1  | 2  | 3  | 4  |
| 5  | 6  | 7  | 8  | 9  | 10 | 11 |
| 12 | 13 | 14 | 15 | 16 | 17 | 18 |
| 19 | 20 | 21 | 22 | 23 | 24 | 25 |
| 26 | 27 | 28 | 29 | 30 | 31 |    |

| Пн | Вт | Ср | Чт | Пт | Сб | Вс |
|    |    |    |    |    |    | 1  |
| 2  | 3  | 4  | 5  | 6  | 7  | 8  |
| 9  | 10 | 11 | 12 | 13 | 14 | 15 |
| 16 | 17 | 18 | 19 | 20 | 21 | 22 |
| 23 | 24 | 25 | 26 | 27 | 28 | 29 |
| 30 |    |    |    |    |    |    |

| Пн | Вт | Ср | Чт | Пт | Сб | Вс |
|    | 1  | 2  | 3  | 4  | 5  | 6  |
| 7  | 8  | 9  | 10 | 11 | 12 | 13 |
| 14 | 15 | 16 | 17 | 18 | 19 | 20 |
| 21 | 22 | 23 | 24 | 25 | 26 | 27 |
| 28 | 29 | 30 | 31 |    |    |    |

Объявлен ООН Международным годом космоса.
Первый год постсоветской эпохи.

## События

### Январь
- 1 января

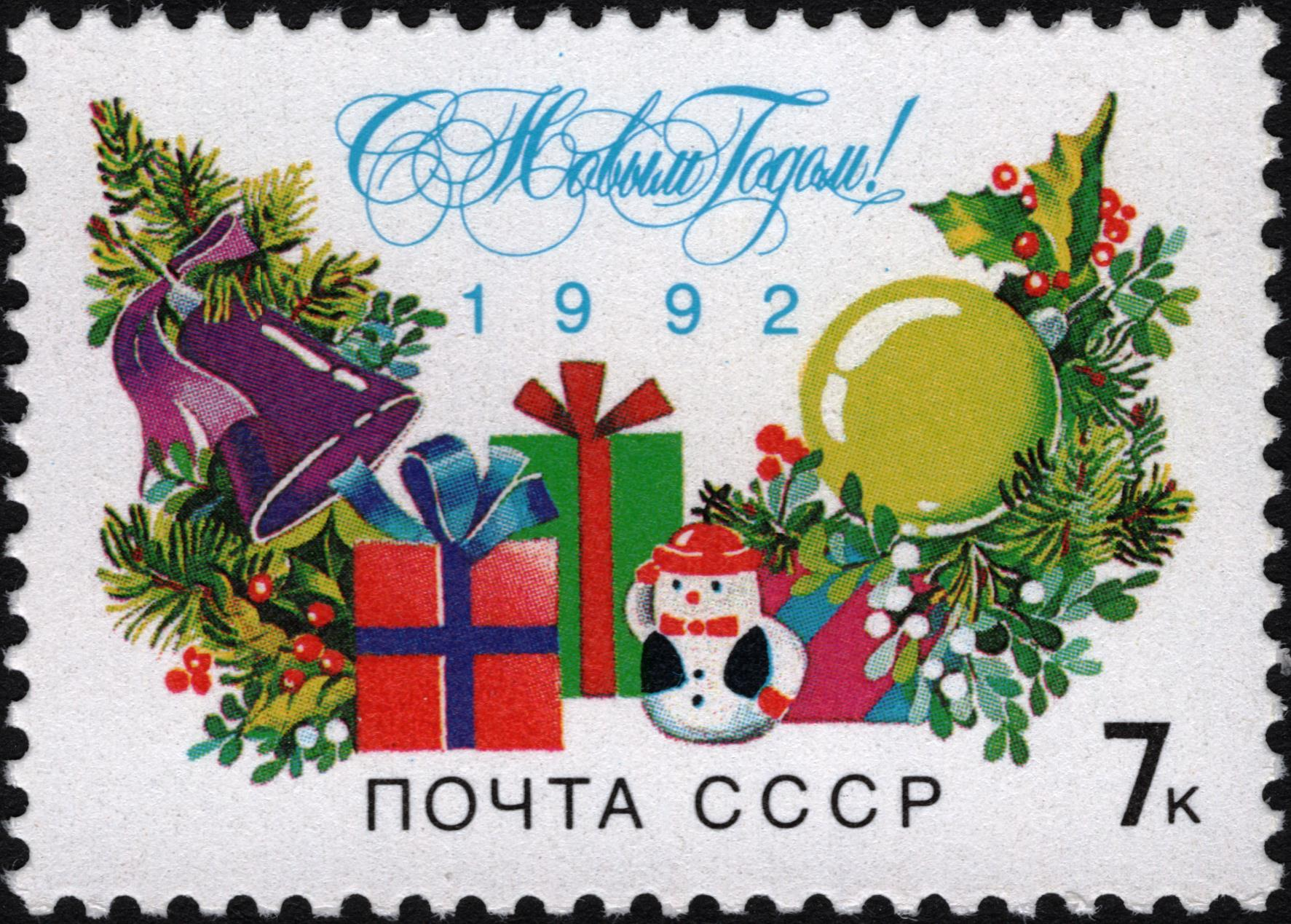
Почтовая марка СССР, 1992 год

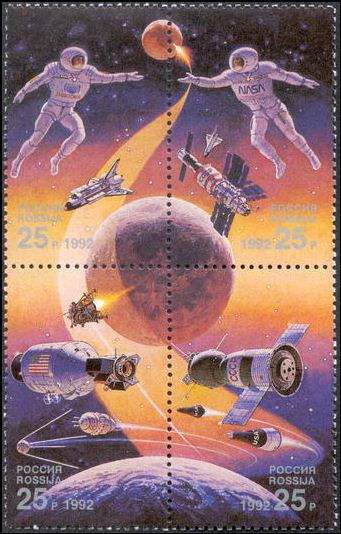
Международный год космоса. С левой верхней марки по часовой стрелке: космический корабль «Шаттл» и российский космонавт; орбитальная станция «Мир», космический корабль «Буран» и американский астронавт; космические корабли: «Союз», «Меркурий» и «Джемини»; первый искусственный спутник Земли, космические корабли «Восток — 1» и «Аполлон». Почтовый блок России, 1992.

Бутрос Бутрос-Гали

  - Генеральным секретарём ООН стал Бутрос Бутрос-Гали, представитель Египта (до 1 января 1997 года).
  - Война в Хорватии: Сербия и Хорватия согласились с планом ООН по размещению миротворческих сил в зонах конфликта.
  - В России, Украине и во многих других республиках СНГ отменён централизованный контроль над ценами. Начало экономической реформы. «Либерализация цен» (на основании Указа президента РСФСР от 6 декабря 1991 года).
- 2 января
  - Начало экономической реформы на территории постсоветского пространства. Начало либерализации цен, «шоковой терапии» Егора Гайдара.
  - Распад СССР: На территории России прекращена деятельность народных депутатов СССР[1]. Также упразднены органы судебной власти и Прокуратура СССР[2].
  - В Кении формируется оппозиционная Демократическая партия во главе с Мваи Кибаки.
  - Установлены дипломатические отношения между Узбекистаном и КНР[3][4].
- 3 января
  - Украинский президент Леонид Кравчук подчиняет расположенные на Украине войска бывшего СССР своему главному командованию.
  - Израиль принимает решение о высылке 12 палестинцев. Совет Безопасности ООН резко осуждает 7 января принудительную высылку.
  - Установлены дипломатические отношения между Казахстаном и КНР[5].
  - Украина и США установили дипломатические отношения[6].
- 4 января
  - Распад СССР: Верховный Совет Республики Узбекистан ратифицировал беловежское соглашение о прекращении существования СССР и о создании СНГ, а также алма-атинский протокол к нему[7].
  - Установлены дипломатические отношения между Украиной и Польшей[8].
  - Принято постановление Правительства России о передаче имущества КПСС[9].
  - Война в Хорватии: В Сплите начал деятельность лагерь Лора, где солдатами хорватской военной полиции совершались военные преступления против сербских и мусульманских военнопленных и гражданских лиц[10][11].
- 5 января
  - Аслан Джаримов избран президентом Адыгеи.
  - Валерий Коков избран на безальтернативной основе президентом Кабардино-Балкарской Республики.
  - Швейцария и Армения установили дипломатические отношения[12].
- 6 января
  - Власть в Тбилиси перешла к Военному Совету, Звиад Гамсахурдия бежал в Армению.
  - Распад Югославии: в Боснии и Герцеговине сербы в ответ на отделение боснийцев и хорватов провозгласили собственную республику Боснийскую Краину.
  - Первая карабахская война: Самопровозглашённая Нагорно-Карабахская Республика объявляет независимость.
  - Установлены дипломатические отношение между Бутаном и Бахрейном[13][14].
- 7 января — Война в Хорватии: майор ВВС Югославии, лётчик МиГ-21 Эмир Шишич около Вараждина (Хорватия) сбил[англ.] вертолёт Agusta-Bell AB-206L LongRanger, построенный в Италии и принадлежавший Евросоюзу. Пять человек на борту вертолёта погибли. Шишич был в 2001 году осуждён на 15 лет тюрьмы итальянским судом.
- 8 января
  - Лоран Фабиус сменил Пьера Моруа на посту лидера Французской социалистической партии.
  - Президента США Джорджа Буша-старшего стошнило, а затем он упал в обморок во время официального обеда в резиденции премьер-министра Японии Киити Миядзавы. Всё происходящее снимали телекамеры. Впоследствии представитель президента заявлял, что Буш болел кишечным гриппом.
- 9 января
  - Распад Югославии: провозглашение независимости Республики Сербской.
  - Акбар Мирзоев занял пост премьер-министра вновь сформированного правительства Таджикистана.
- 10 января
  - Отмена фиксированных цен на хлеб и молоко в России.
  - На Украине введены купоно-карбованцы как временная суррогатная валюта.
  - Установлены дипломатические отношения между Украиной и Великобританией[15].

- 11 января

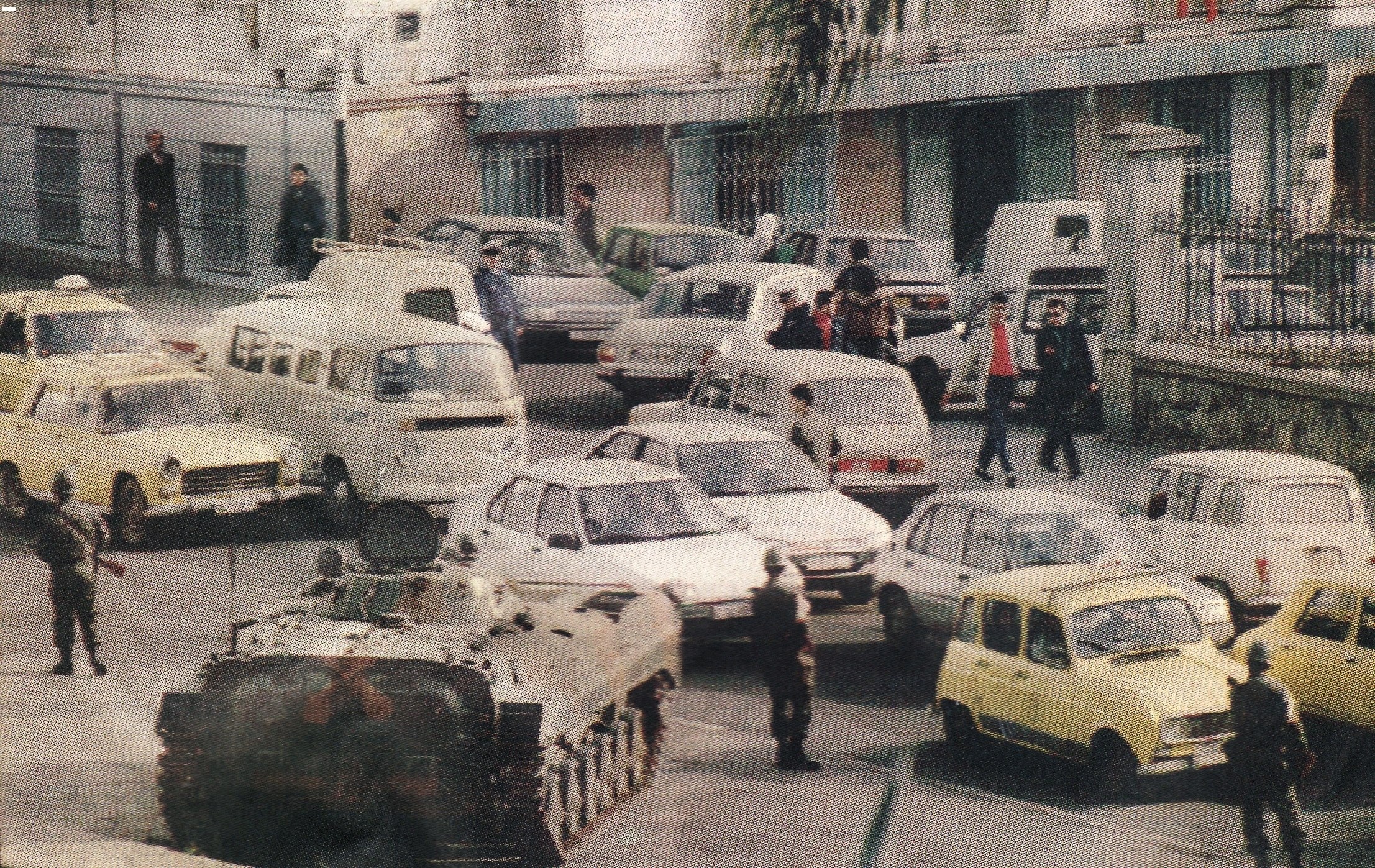
Военные на улицах г. Алжира

  - Гражданская война в Алжире: Президент Алжира Шадли Бенджедид ушёл в отставку после того, как вооружённые силы категорически отказались признать победу на выборах исламского фронта национального спасения (12 января Высший совет безопасности отменил результаты голосования во втором туре).
  - Американский певец Пол Саймон стал первым из музыкантов первой величины, чьи гастроли прошли в ЮАР после окончания культурного бойкота.
  - Убийство Шанды Шарер
- 12 января
  - Россия и Украина подписали соглашение о разделе Черноморского флота.
  - Первый тур президентских выборов в Болгарии
  - Установлены дипломатические отношения между Украиной и Мексикой[16].
- 13 января — Абдулхашим Муталов назначен премьер-министром Узбекистана.
- 14 января
  - Установлены дипломатические отношения между Турцией и Азербайджаном[17].
  - Установлены дипломатические отношения между Беларусью, Данией и Норвегией[18].
  - Установлены дипломатические отношения между Арменией и Данией[19][20].
  - На телеэкране вышел первый выпуск программы «Сам себе режиссёр» с Алексеем Лысенковым.
- 15 января
  - Распад Югославии: Словения и Хорватия были признаны рядом западных стран.
  - Утверждение Верховной Радой Украины музыки государственного гимна — «Ще не вмерла Украина».
  - Установлены дипломатические отношения между Арменией и Австралией[21][22].
- 16 января — в Мехико, представители властей Сальвадора и повстанцев подписали соглашение, завершившее 12-летнюю гражданскую войну, которая унесла жизни более 75 тысяч человек.
- 16—18 января — в ташкентском Вузгородке подавлены студенческие волнения.
- 17 января
  - Установлены дипломатические отношения между Украиной и Германией[23].
  - Установлены дипломатические отношения между Узбекистаном и Вьетнамом[24][25].
  - Установлены дипломатические отношения между Арменией, Мексикой и Аргентиной[26][27][28][29].
  - Бомба Временной Ирландской освободительной армии, установленная на перекрёстке Тибэйн в графстве Тирон, в Северной Ирландии, убила восемь человек и ранит шесть.
- 18 января — Установлены дипломатические отношения между Арменией и Болгарией[30][31].

- 19 января

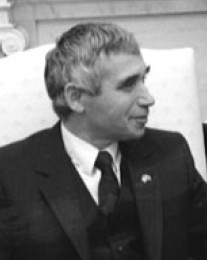
Желю Желев

  - Возврат к декретному времени в России.
  - Второй тур президентских выборов в Болгарии. Победу одержал кандидат Союза демократических сил Желю Желев.
  - 99 % населения Южной Осетии на референдуме проголосовало за отделение от Грузии.
  - Установлены дипломатические отношения между Казахстаном и Великобританией[5][32][33].
- 20 января
  - При выведении на посадку в Страсбурге самолёт Airbus A320-111 французской компании Air Inter задел гору. Погибли 87 человек из 96, находящихся на борту. Недостатки конструкции переключателя селектора режима полёта. Неверно установленная система режима полёта привела к слишком быстрому снижению, что было не замечено экипажем.
  - Установлены дипломатические отношения между Беларусью и Китайской Народной Республикой[34].
  - Установлены дипломатические отношения между Арменией и Грецией[35][36][37].
  - Россия и Финляндия заключили договор об основах отношений, действующий и в настоящее время.
- 21 января — Установлены дипломатические отношения между Азербайджаном, Швейцарией и Лихтенштейном[17].
- 22 января
  - 45-й старт (STS-42) по программе Спейс Шаттл. 14-й полёт шаттла «Дискавери». Экипаж — Роналд Грейб, Стивен Освальд, Норман Тагард, Дейвид Хилмерс, Уильям Редди, Роберта Бондар (Канада), Ульф Мербольд (Германия). Первая канадская женщина-астронавт — доктор Роберта Бондар.
  - Установлены дипломатические отношения между Казахстаном и Монголией[5][38][39].
- 22—23 января — В Вашингтоне состоялась первая конференция по координации помощи Содружеству Независимых Государств. В ней приняли участие представители 47 государств и 7 международных организаций.
- 23 января
  - Пытаясь прекратить гражданскую войну в Сомали, ООН вводит эмбарго на поставки оружия в эту страну.
  - Не имея возможности решить проблему нехватки топлива и продовольствия, правительство Эстонии уходит в отставку.
  - Установлены дипломатические отношения между Узбекистаном и Египтом[40].
- 24 января
  - Южноафриканский президент Фредерик Вильем де Клерк сообщил парламенту об участии чёрного большинства населения в переходном правительстве[41].
  - Установлены дипломатические отношения между Украиной и Австрией[42].
- 25 января
  - Установлены дипломатические отношения между Францией, Беларусью и Казахстаном[5][43][44][45].
  - Установлены дипломатические отношения между Узбекистаном, Данией и Монголией[40][46][47].
- 26 января
  - Президент России Борис Ельцин заявил, что отныне российское ядерное оружие не нацелено на американские города.
  - Европейское экономическое сообщество отменило санкции против ЮАР.
  - Установлены дипломатические отношения между Японией, Узбекистаном и Казахстаном[5][48][49][50][51].
- 27 января
  - В Того прошёл конституционный референдум. Предлагаемые поправки к Конституции должны были вернуть в стране многопартийную демократию. Они были одобрены 99,17 % голосов при явке 74,2 %.
  - Установлены дипломатические отношения между Арменией и Испанией[52][53].
- 28 января
  - Первая карабахская война: около Шуши при заходе на посадку выстрелом из ПЗРК был сбит гражданский вертолёт Ми-8 азербайджанской авиакомпании «Azal Azerbaijan Airline», перевозивший пассажиров из Агдама в блокированный город Шуша. Погибли, по разным данным, от 30 до 47 человек.
  - Утверждение Верховной Радой Украины государственного флага — сине-жёлтого полотнища.
  - Казахстан установил дипломатические отношения с КНДР и Южной Кореей[5][54][55].
- 29 января
  - Борис Ельцин издал указ № 65 «О свободе торговли».
  - Установлены дипломатические отношения между Узбекистаном и Южной Кореей[56][57].
  - Установлены дипломатические отношения между Казахстаном и Ираном[5][58][59].
  - Тийт Вяхи возглавил правительство Эстонии.
  - Израиль и Индия установили дипломатические отношения[60].
- 30 января
  - Чарльз Хоги, премьер-министр Ирландской Республики, ушёл в отставку после предъявления его правительству обвинения в прослушивании телефонных разговоров.
  - Установлены дипломатические отношения между Арменией и Нидерландами[61][62].
  - Установлены дипломатические отношения между Азербайджаном и КНДР[17].
- 30—31 января — На пражском заседании Совета СБСЕ в состав организации приняты страны бывшего СССР за исключением Грузии.
- 31 января — Установлены дипломатические отношения между Арменией и Канадой[63][64].
- 31 января—1 февраля — Встреча президента Джорджа Буша-старшего и Бориса Ельцина в Нью-Йорке и Кэмп-Дэвиде. Подписана Российско-американская декларация о завершении холодной войны.
- Январь
  - В Беларуси в качестве суррогатной валюты введена купонная система (до 25 мая).
  - Установлены дипломатические отношения между Арменией и Германией[65][66][67].

### Февраль
- 1 февраля — В Сальвадоре начинает действовать соглашение о перемирии, заключённое под эгидой ООН.
- 2 февраля — Югославская война: Сербия согласилась с мирным планом ООН.
- 4—5 февраля — в Венесуэле предпринята неудавшаяся попытка государственного переворота под руководством Уго Чавеса.
- 5 февраля — В Лунный Новый год в центре города Урумчи произошёл теракт. Трое погибли, а 23 получили ранения.
- 5—7 февраля — В рамках государственного визита президента Ельцина во Францию подписан межправительственный Протокол о согласии.
- 6 февраля — установлены дипломатические отношения между Украиной и Азербайджаном[17][68].
- 7 февраля
  - С подписанием Маастрихтского договора на основе Европейского сообщества образован Европейский союз.
  - Верховным Советом Российской Федерации принят закон «О защите прав потребителей».
  - Сообщение о закрытии в России последней колонии для политических заключённых.
  - Установлены дипломатические отношения между Узбекистаном и КНДР[69][70].
  - Установлены дипломатические отношения между Туркменистаном и Южной Кореей[71].
- 7—23 февраля — в Альбервилле (Франция) прошли XVI Зимние Олимпийские игры. Республики бывшего СССР приняли участие в Олимпиаде в составе Объединённой команды.
- 9 февраля
  - Гражданская война в Алжире: После двухдневных столкновений между силами безопасности и исламскими фундаменталистами правительство Алжира вводит в стране чрезвычайное положение.
  - В результате первых за последние 45 лет свободных выборов в местные органы власти в Румынии заканчивается период однопартийного правления.
  - В Москве состоялись два крупных альтернативных митинга по поводу реформ, проводимых правительством Е. Т. Гайдара. Митинг, собранный «Трудовой Москвой» на Манежной площади, выступал против реформ. Митингующие у Белого дома требовали не мешать российскому правительству действовать, дать ему время для проведения необходимых перемен, тем более, что с момента старта реформ не прошло ещё и двух месяцев.
  - Установлены дипломатические отношения между Казахстаном и Иорданией[5][72][73].
  - Установлены дипломатические отношения между Арменией и Ираном[74][75].
  - В Кафунтин (Сенегал) самолёт Convair 640 компании Gambcrest при заходе на посадку задел деревья. 31 человек из 59 на борту погибли. Экипаж ошибочно принял огни отеля за огни полосы.
- 10 февраля
  - ВВС США начали доставку американской гуманитарной помощи в страны СНГ (операция «Provide Hope»).
  - Установлены дипломатические отношения между Азербайджаном и Мексикой[17][76].
  - Турсунбек Чынгышев стал и. о. премьер-министром Кыргызстана (26 февраля утверждён в должности.).
- 11 февраля
  - Установлены дипломатические отношения между Казахстаном, Германией и Испанией[5][77][78][79][80].
  - Установлены дипломатические отношения между Азербайджаном и Испанией[17].
- 12 февраля
  - Монголия приняла новую конституцию, закрепившую переход страны к принципам свободного рынка.
  - Установлены дипломатические отношения между Казахстаном и Афганистаном[5][81][82].
  - Шри-Ланка и Армения установили дипломатические отношения[83][84][85].
- 13 февраля
  - Карл Бильдт объявил о смене шведской политики безопасности, отходе от политики нейтралитета.
  - Убит депутат парламента Дагестана Магомед Сулейманов.
- 14 февраля
  - Декларация глав государств СНГ о принципах сотрудничества. Соглашение стран СНГ о статусе стратегических сил.
  - Установлены дипломатические отношения между Россией и Украиной (разорваны после полномасштабного вторжения России на Украину 24 февраля 2022 года)[86].
  - Установлены дипломатические отношения между Казахстаном и Австрией[5][87][88][89].
- 15 февраля — Установлены дипломатические отношения между Казахстаном и Ватиканом[5][90][91].
- 16 февраля
  - Конфликт в Южном Ливане: При израильских воздушных налётах в южном Ливане 11 человек погибли, среди них глава организации Хезболла, шейх Аббас аль-Мусави.
  - Конфликт в Северной Ирландии: Засада в Клоноу
- 16—17 февраля — В Тегеране состоялась первая встреча на высшем уровне стран Организации экономического сотрудничества (Иран, Турция, Пакистан). Участие в её работе в качестве участников или наблюдателей приняли также Азербайджан, Кыргызстан, Казахстан, Таджикистан, Туркменистан и Узбекистан.
- 17 февраля — Установлены дипломатические отношения между Арменией и Бразилией[92][93].

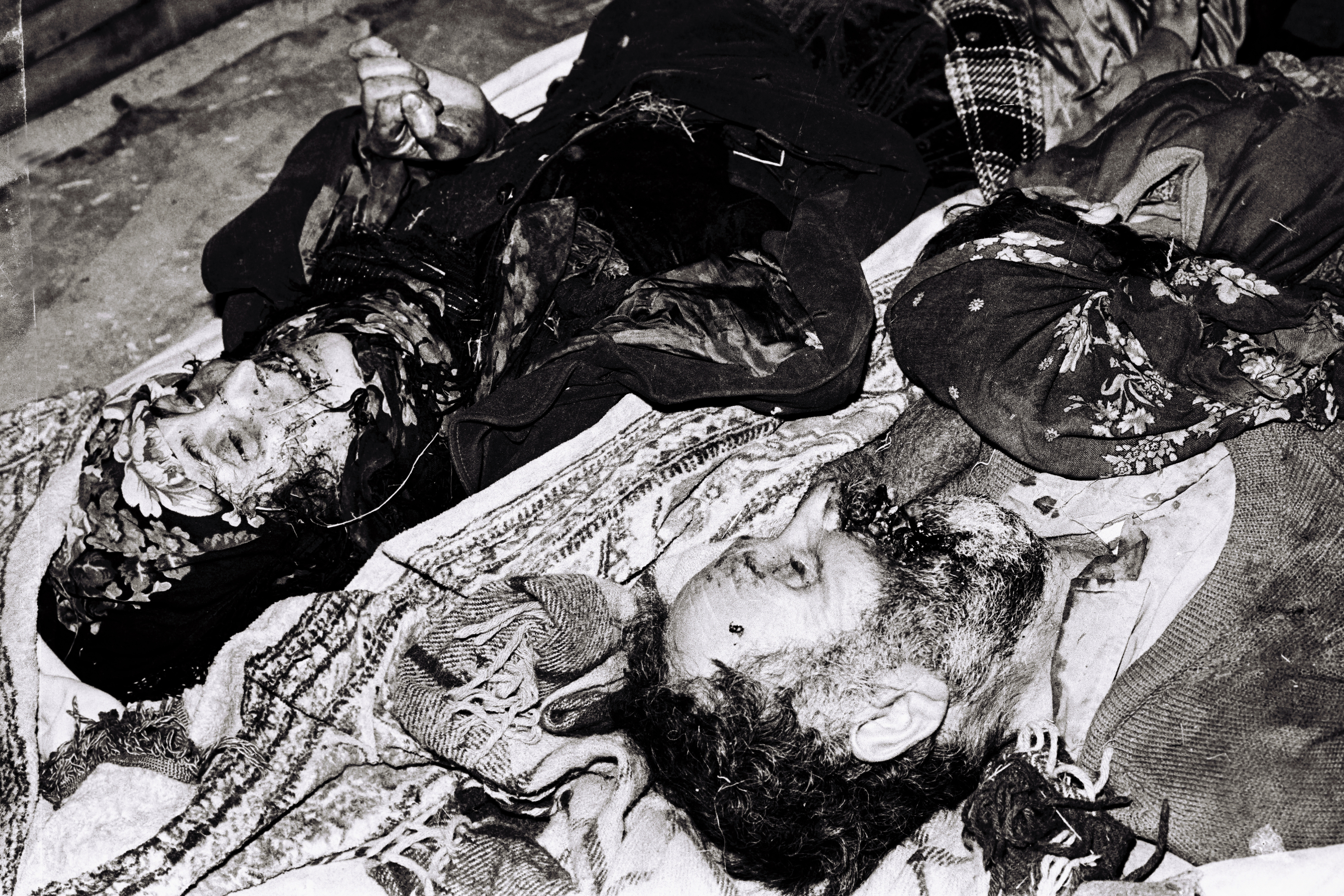
Азербайджанцы, убитые в ходе Ходжалинской резни

  - Первая карабахская война: Взятие села Карадаглы армянскими формированиями, которое сопровождалось убийствами военнопленных и гражданских лиц.
- 18 февраля
  - Пытаясь организовать бойкот выборов в законодательные органы штата Пенджаб, сикхские вооружённые отряды убивают в этом индийском штате 17 человек.
  - Установлены дипломатические отношения между Туркменистаном и Ираном[71].
  - Установлены дипломатические отношения между Узбекистаном и Великобританией[40][94].
- 19 февраля
  - Установлены дипломатические отношения между США, Узбекистаном, Таджикистаном и Туркменистаном[95][96][97][98][99][100][101].
  - Установлены дипломатические отношения между Арменией и Австрией[102][103].
- 20 февраля
  - Установлены дипломатические отношения между Узбекистаном и Саудовской Аравией[40][104].
  - Установлены дипломатические отношения между Азербайджаном и Австрией[17].
- 21 февраля
  - Югославская война: Совет Безопасности ООН одобрил резолюцию № 743, предусматривающую отправку миротворческих сил ООН в Югославию.
  - Установлены дипломатические отношения между Узбекистаном и Малайзией[105][106].
  - Установлены дипломатические отношения между Арменией, КНДР, Южной Кореей и Монголией[107][108][109][110][111].
  - Установлены дипломатические отношения между Азербайджаном, Францией и Польшей[17].
  - Установлены дипломатические отношения между Туркменистаном и Афганистаном[71].
- 22 февраля
  - На парламентских выборах на Мальте победу одерживает правящая Националистическая партия.
  - Установлены дипломатические отношения между Казахстаном и Индией[5][112][113].
  - Установлены дипломатические отношения между Туркменистаном и Саудовской Аравией[71].
- 22—23 февраля — захват автобуса в Казахстане.
- 23 февраля
  - В Москве произошло одно из первых крупных столкновений между противниками реформ правительства Ельцина и силами милиции.
  - Совершена попытка побега из «Крестов» семи заключённых во главе с Юрием Перепёлкиным, Юрием Шапрановым и Владиславом Зеленовым. Они захватили в заложники двух контролёров. Захватчики были обезврежены, трое, в том числе Шапранов и Зеленов, были убиты. Перепёлкин был приговорён в 1995 году к расстрелу, впоследствии заменённому на пожизненное заключение.
- 24 февраля
  - Установлены дипломатические отношения между Казахстаном и Пакистаном[5][114][115].
  - Франция и Армения установили дипломатические отношения[116].
  - Первая карабахская война: в ночь с 23 на 24 февраля около г. Агдам захвачен крупный склад боеприпасов, обслуживающий персонал захвачен в плен и увезён; обстрелян служебный автомобиль командующего 4-й армией генерал-майора Н. Г. Попова.
- 25 февраля
  - Образовано Российское космическое агентство.
  - Установлены дипломатические отношения между Азербайджаном и Йеменом[17].

- 26 февраля
  - Первая карабахская война: Массовое убийство жителей азербайджанского города Ходжалы армянскими вооружёнными формированиями.
  - Установлены дипломатические отношения между Узбекистаном и Финляндией[40].
  - Установлены дипломатические отношения между Арменией, Венгрией и Польшей[117][118][119][120].
  - Установлены дипломатические отношения между Азербайджаном и Бангладеш[17].
- 28 февраля
  - Распад Югославии: Республика Сербская провозгласила независимость в ответ на инициированный тогда же боснийцами-мусульманами выход Боснии и Герцеговины из состава Югославии.
  - Установлены дипломатические отношения между Российской Федерацией и Южно-Африканской Республикой[121].
  - Установлены дипломатические отношения между Азербайджаном, США и Индией[17][122][123].
  - Установлены дипломатические отношения между Туркменистаном и Бангладеш[71].
- 29 февраля
  - отмена «сухого закона» и государственной монополии на алкогольные напитки в России.
  - Установлены дипломатические отношения между Молдовой и США[124][125][126].
  - Установлены дипломатические отношения между Туркменистаном и Турцией[71].
  - Референдум о переходе на летнее время в Квинсленде (1992)

### Март
- 1 марта
  - Югославская война: первой жертвой Боснийской войны стал серб Никола Гардович, убитый на свадьбе своего сына в Сараево. Большинство боснийцев и боснийских хорватов проголосовали за независимость Боснии. Референдум бойкотировали боснийские сербы, которые стремились к созданию собственного независимого государства.
  - Король Саудовской Аравии Фахд дарует своему народу Основной Закон, который обладает силой конституции.
  - Активизация вооружённых столкновений в зоне приднестровского конфликта.
  - На референдуме за сохранение Черногории в составе Югославии высказались 95,96 % голосовавших (а всего в выборах приняли участие 66 % граждан СФРЮ), которая хотя и носила имя Югославия, но уже не была той социалистической державой. В то же время проживавшие албанцы, боснийцы и хорваты выборы бойкотировали.
  - Установлены дипломатические отношения между Узбекистаном и Францией[127][128].
  - Установлены дипломатические отношения между Казахстаном, Бангладеш и Бахрейном[5][129].
- 2 марта
  - Боснийская война: в столице Боснии и Герцеговины Сараево произошли жестокие столкновения между вооружёнными отрядами местных сербов, хорватов и мусульман.
  - В ООН приняты Азербайджан, Армения, Казахстан, Кыргызстан, Молдова, Сан-Марино, Таджикистан, Туркменистан, Узбекистан.
  - Установлены дипломатические отношения между Беларусью и Польшей[130].
  - Установлены дипломатические отношения между Казахстаном и Турцией[5][131][132].
  - была принята Конституция Чеченской Республики Ичкерия, фактически прекратив существование Чечено-Ингушской АССР.
- 3 марта
  - Авария на угольной шахте в Зонгулдаке (Турция). Погибли 263 человека.
  - Войска бывшего СССР начинают покидать Литву.
  - Первая карабахская война: у села Гюлистан подбит направлявшийся в Ереван российский военно-транспортный вертолёт Ми-26, на борту которого находились женщины и дети. Погибло 16 человек.
  - Крушение пассажирского поезда в Подсосенке близ города Нелидово. В результате происшествия погибли 43 человек, 108 были ранены.
  - Установлены дипломатические отношения между Узбекистаном и Венгрией[40][133].
- 4 марта
  - Установлены дипломатические отношения между Узбекистаном и Турцией[40][134].
  - Установлены дипломатические отношения между Арменией и Ливаном[135][136].
- 5 марта
  - После трёхмесячного правительственного кризиса христианский демократ Жан-Люк Дехане заявляет о своём согласии сформировать коалиционное правительство Бельгии.
  - Установлены дипломатические отношения между Беларусью и Грецией[137].
  - Установлены дипломатические отношения между Казахстаном и ЮАР[5][138][139].
- 5—6 марта — Для содействия экономическому развитию и укреплению связей с Европейским экономическим сообществом учреждён Совет государств Балтийского моря.
- 6 марта
  - состоялся первый тур парламентских выборов в Мавритании. Они стали первыми парламентскими выборами после того, как в результате проведённого в 1991 году конституционного референдума была восстановлена многопартийная система.
  - Президент Азербайджана Аяз Муталибов под давлением вооружённой оппозиции подписал отречение от должности. Исполняющим обязанности президента стал Якуб Мамедов.
  - На пользователей персональных компьютеров обрушился новый компьютерный вирус под названием «Микеланджело».
  - Верховный Совет Кыргызской Республики ратифицировал алма-атинский протокол к беловежскому соглашению[140]. Также была ратифицирована Алма-Атинская декларация о целях и принципах СНГ[141], где тоже говорилось о прекращении существования СССР.
  - Установлены дипломатические отношения между Узбекистаном и Германией[40][142].
  - Установлены дипломатические отношения между Казахстаном, Египтом и Польшей[5][143][144][145][146].
  - Установлены дипломатические отношения между Арменией и Сирией[147][148].
  - Установлены дипломатические отношения между Туркменистаном и Францией[71].

- 7 марта

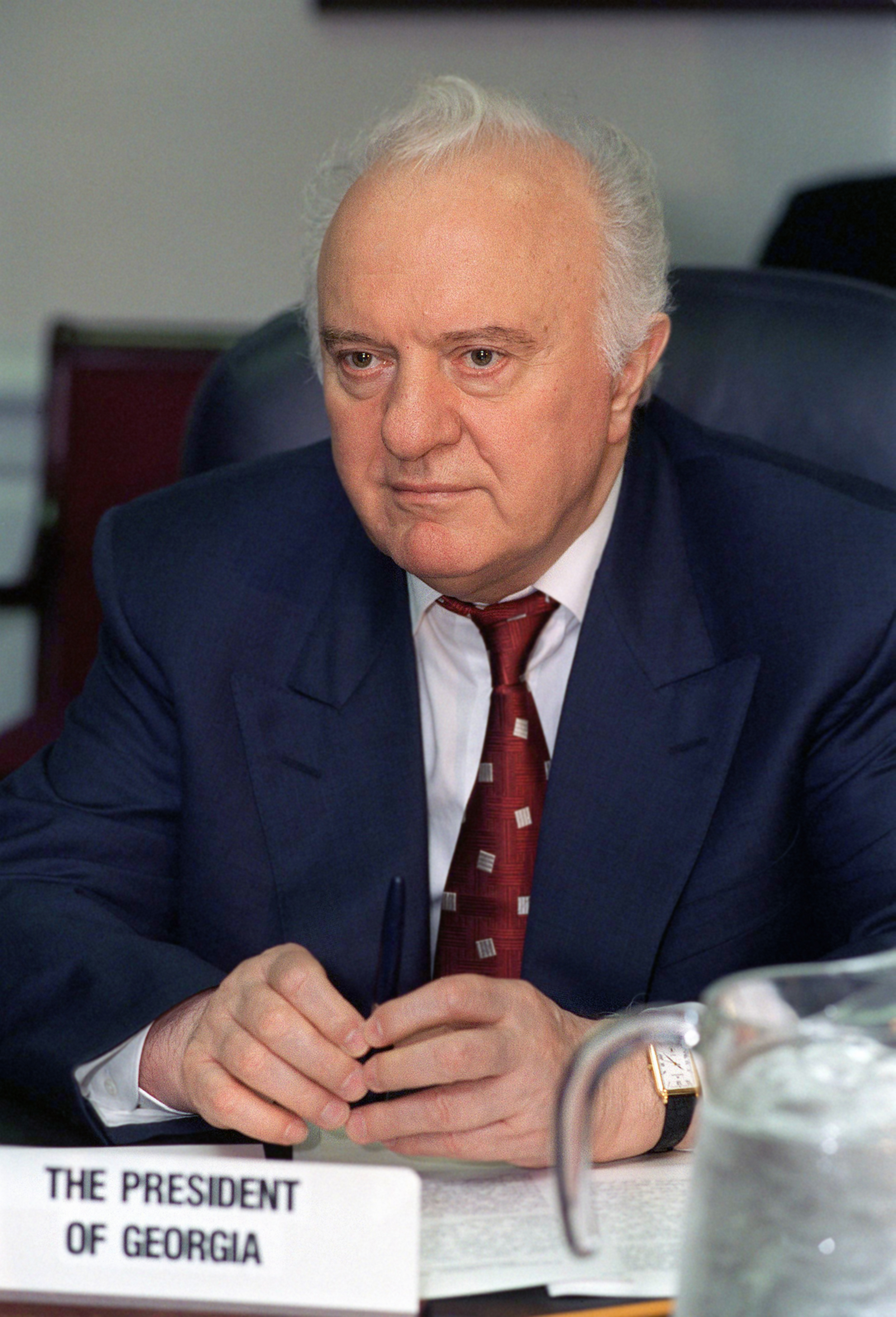
Эдуард Шеварднадзе

  - в Грузию возвратился Эдуард Шеварднадзе. 10 марта стал председателем Госсовета Грузии.
  - Жан-Люк Дехане сформировал коалицию Христианских демократов и Социал-демократов и возглавил правительство Бельгии.
  - Состоялась премьера аниме-сериала «Сейлор Мун» на телеканале TV Asahi.
- 9 марта — Китай ратифицировал Договор о нераспространении ядерного оружия.
- 10 марта
  - Установлены дипломатические отношения между Молдовой и Украиной[149].
  - Установлены дипломатические отношения между Бельгией, Узбекистаном и Арменией[150][151][152][153].
- 11 марта
  - Установлены дипломатические отношения между Узбекистаном и Новой Зеландией[40].
  - Установлены дипломатические отношения между Азербайджаном, Великобританией и Гвинеей[17].
- 12 марта
  - На востоке Турции произошло землетрясение магнитудой 6,8. Погибли около 500 человек.
  - Маврикий провозглашается независимой республикой в составе Содружества наций.
  - Установлены дипломатические отношения между Азербайджаном и Ираном[17].
- 13 марта
  - Во втором туре парламентских выборов в Мавритании подавляющее большинство голосов получила Республиканская партия за демократию и обновление[154]. Явка составила 38,9 %[155].
  - Бурунди приняла новою конституцию, разрешающую многопартийность и избрание президента всеобщим голосованием.
  - Установлены дипломатические отношения между Беларусью и Германией[156].
  - Установлены дипломатические отношения между Казахстаном и Ливией[5][157][158].
- 14 марта — Вооружённый конфликт в Приднестровье: начались открытые боевые действия в районе Дубоссар. молдавские силы захватили российскую воинскую часть в с. Кочиеры.
- 15 марта — В Туве прошли президентские выборы несмотря на мораторий, установленный Съездом народных депутатов. Победу одержал председатель Совета министров республики Шериг-оол Ооржак.
- 16 марта
  - образовано Министерство обороны Российской Федерации.
  - Установлены дипломатические отношения между Узбекистаном, Грецией и Мексикой[40][159][160].
  - Установлены дипломатические отношения между Казахстаном и Малайзией[5][161][162].
  - Установлены дипломатические отношения между Азербайджаном и Ливией[17].
- 17 марта
  - В ходе референдума в ЮАР 68,8 % голосовавших высказались за продолжение курса реформ президента Ф. В. де Клерка.
  - Старт космического корабля Союз ТМ-14. Экипаж старта — А. С. Викторенко, А. Ю. Калери и гражданин Германии — К.-Д. Фладе.
  - Террористический акт в Буэнос-Айресе. В результате взрыва погибли 29 человек, 242 получили ранения.
  - В годовщину референдума о сохранении СССР, по инициативе «Трудовой России» и союзных депутатов состоялось Всенародное вече, в котором приняли участие около ста тысяч манифестантов.
  - Установлены дипломатические отношения между Узбекистаном и Испанией[163][164].
  - Установлены дипломатические отношения между Арменией и Италией[165][166].
  - Установлены дипломатические отношения между Азербайджаном и Германией[17].
- 18 марта
  - Создаётся Федеральная служба налоговой полиции Российской Федерации (упразднена 1 июля 2003 года).
  - Установлены дипломатические отношения между Узбекистаном и Индией[167][168].
  - Установлены дипломатические отношения между Арменией и Кипром[169][170].
- 19 марта — Установлены дипломатические отношения между Узбекистаном и Польшей[171][172].
- 20 марта
  - В России учреждено звание Герой Российской Федерации.
  - Во двор посольства России в Кито (Эквадор) были брошены бутылки с зажигательной смесью. Жертв нет.
  - Установлены дипломатические отношения между Россией, Узбекистаном и Кыргызстаном[173][174].
  - Созданы самостоятельные Вооружённые силы Республики Беларусь.
- 21 марта — прошёл референдум о суверенитете республики Татарстан, где 62 % проголосовавших высказались «за».
- 22 марта
  - В 53 км восточнее Нижнеянска (Якутия) произошла катастрофа самолёта Ан-30, следовавшего с грузом из Анадыря в Баку. На 63 минуте полёта на эшелоне 5400 м в условиях видимости естественного горизонта при включённом автопилоте началась прогрессирующая раскачка самолёта по всем трём каналам с возникновением больших углов скольжения и значительных знакопеременных вертикальной и боковой перегрузок. Самолёт перешёл в снижение с разгоном при вертикальной перегрузке 2 g и более. На высоте около 2000 м при перегрузке, превышавшей 4 g, на скорости более 670 км/ч началось разрушение конструкции самолёта, он упал на лёд реки, полностью разрушился и частично сгорел. 10 человек погибли. Причина катастрофы не выяснена.
  - Катастрофа Fokker F28 в Нью-Йорке.
  - На парламентских выборах в Албании абсолютное большинство голосов получает оппозиционная Демократическая партия, получив 92 из 140 мест в парламенте, тогда как на долю социалистов (бывшая АПТ) пришлось 38 мест, а на долю небольших партий — оставшиеся 10 мест.
  - На выборах в местные органы самоуправления во Франции Социалистическая партия терпит сокрушительное поражение.
- 23 марта
  - Установлены дипломатические отношения между Казахстаном и Венгрией[5][175][176].
  - Установлены дипломатические отношения между Азербайджаном и Южной Кореей[17].
- 24 марта
  - В Хельсинки открылась четвёртая встреча государств — участников СБСЕ. Новыми членами организации стали Грузия, Хорватия, Словения. Министры иностранных дел 24 стран подписали Договор по открытому небу.
  - 46-й старт (STS-45) по программе Спейс Шаттл. 11-й полёт шаттла «Атлантис». Экипаж — Чарльз Болден, Брайан Даффи, Кэтрин Салливан, Дэвид Листма, Майкл Фоул, Дирк Фримаут (Бельгия), Байрон Лихтенберг.
  - Установлены дипломатические отношения между Узбекистаном, Сирией и Италией[40][177][178].
  - Установлены дипломатические отношения между Казахстаном и Кубой[5][179][180].
  - Установлены дипломатические отношения между США и Грузией[181][182][183].
  - Установлены дипломатические отношения между Азербайджаном и Финляндией[17].
- 25 марта
  - Приземление корабля Союз ТМ-13. Экипаж посадки — А. А. Волков, С. К. Крикалёв и К.-Д. Фладе (Германия).
  - Турецко-курдский конфликт: Турецкая военная авиация усиливает бомбардировку лагерей рабочей партии Курдистана на севере Ирака.
  - Установлены дипломатические отношения между Узбекистаном и Австрией[184][185].
  - Установлены дипломатические отношения между Казахстаном и Филиппинами[5].
  - Финляндия и Армения установили дипломатические отношения[186][187].
  - Установлены дипломатические отношения между Молдовой и Австрией[188].
- 26 марта — Югославская война: массовое убийство сербов в селе Сиековац хорватскими и мусульманскими отрядами.
- 27 марта
  - Сирия и Казахстан установили дипломатические отношения[5][189][190].
  - Армения и Куба установили дипломатические отношения[191][192].
  - Установлены дипломатические отношения между Азербайджаном, Египтом, Кубой и Филиппинами[17].
- 28 марта — Установлены дипломатические отношения между Азербайджаном и Сирией[17].
- 30 марта
  - Чехословакия и Армения установили дипломатические отношения[193][194].
  - Установлены дипломатические отношения между Азербайджаном и Ираком[17].
- 31 марта
  - В московском Кремле подписан Федеративный договор, по которому в состав Российской Федерации вошли 89 субъектов.
  - Башкирская АССР преобразована в Республику Башкортостан в составе Российской Федерации.
  - Члены ООН голосуют за введение санкций против Ливии после того, как ливийское правительство отказалось выдать двух человек, подозреваемых в причастности к взрыву бомбы на борту пассажирского авиалайнера, потерпевшего аварию вблизи Локерби (санкции вступают в силу 15 апреля).
  - Инцидент с Boeing 707 над Дромом: из-за сильной турбулентности у самолёта компании Transair отвалились оба двигателя с правой стороны. Пилоты смогли совершить аварийную посадку на авиабазе Истр.
- Март
  - Установлены дипломатические отношения между Арменией и Египтом[195][196].
  - В Сиамском заливе, близ города Си Рача, таиландский паром «Sathit» столкнулся с танкером-химовозом; навигационная ошибка привела к гибели 130 человек.

### Апрель
- 1 апреля
  - В честь 500-летия изгнания евреев из Испании король Хуан Карлос подтвердил отмену Альгамбрского эдикта и посетил одну из столичных синагог, где он попросил прощения за изгнание.
  - Установлены дипломатические отношения между Ирландией и Украиной[197].
  - Установлены дипломатические отношения между Азербайджаном и Нидерландами[17].
- 2 апреля
  - Эдит Крессон уходит в отставку с поста премьер-министра Франции, и на этот пост назначается Пьер Береговуа.
  - В Триполи (Ливия) в знак протеста против позиции России в СБ ООН, проголосовавшей за принятие антиливийских санкций в связи с «делом Локерби», было совершено нападение на здание посольства России.
  - Установлены дипломатические отношения между Казахстаном и Кипром[5].
  - Установлены дипломатические отношения между Азербайджаном, КНР, Грецией и Данией[17].
- 3 апреля — установлены дипломатические отношения между Россией и Арменией[198][199][200].
- 3—11 апреля — Югославская война: произошло крупное наступление боснийских хорватов и регулярных формирований из Хорватии на Купрес, сопровождавшееся массовыми убийствами сербского населения[201][202][203]. Силам Югославской народной армии и формированиям боснийских сербов удалось отбить город и его окрестности.
- 4 апреля
  - Установлены дипломатические отношения между Россией и Азербайджаном[17][204].
  - Установлены дипломатические отношения между Арменией и Израилем[205][206].
- 5 апреля
  - На парламентских выборах в Италии традиционные партии теряют часть своих избирателей, которые отдают голоса за представителей Ломбардской лиги, Партии зелёных и Антимафиозной партии.
  - В Финском заливе в районе Санкт-Петербурга потерпел катастрофу Ми-2 Ленинградского объединения гражданской авиации («Ржевка»), в результате чего погибли 6 человек.
  - Президент Перу Альберто Фухимори, опираясь на поддержку военных, приостанавливает действие конституции и распускает конгресс (22 апреля под давлением международной критики Фухимори обещает в течение 12 месяцев восстановить демократию в Перу).
- 6 апреля
  - Распад Югославии: межнациональные противоречия между сербской и мусульманской общинами в Боснии переросли в вооружённый конфликт. Началась война в Боснии. Началась трёхлетняя осада Сараево силами Войска Республики Сербской и Югославской народной армии.
  - Установлены дипломатические отношения между Россией и Молдовой[207].
  - Установлены дипломатические отношения между Казахстаном, Канадой и Палестиной[5][208][209][210][211].
  - Установлены дипломатические отношения между Арменией и КНР[212][213].
  - состоялся выход ОС Windows версии 3.1
- 6—22 апреля — состоялся VI Съезд народных депутатов, на котором Б. Н. Ельцин столкнулся с жёстким отторжением политики правительства реформ.
- 7 апреля
  - Боснийская война: ЕЭС официально признала независимость Боснии и Герцеговины. Боевые действия расширились после того, как федеральная авиация начала оказывать помощь боснийским сербам.
  - Президент России Б. Н. Ельцин подписал Указ «О переходе под юрисдикцию Российской Федерации Черноморского флота».
  - Установлены дипломатические отношения между Израилем и Азербайджаном[17].
  - Установлены дипломатические отношения между Беларусью и Латвией[214].
  - Установлены дипломатические отношения между Узбекистаном и Канадой[40][215].
  - Установлены дипломатические отношения между Казахстаном и Швецией[5][216][217].
- 8 апреля
  - Боснийская война: местные сербы и федеральная армия начали обстрел Сараево.
  - Установлены дипломатические отношения между Россией, Таджикистаном и Туркменистаном[218][219].
  - Установлены дипломатические отношения между Узбекистаном и Швецией[40].

- 9 апреля

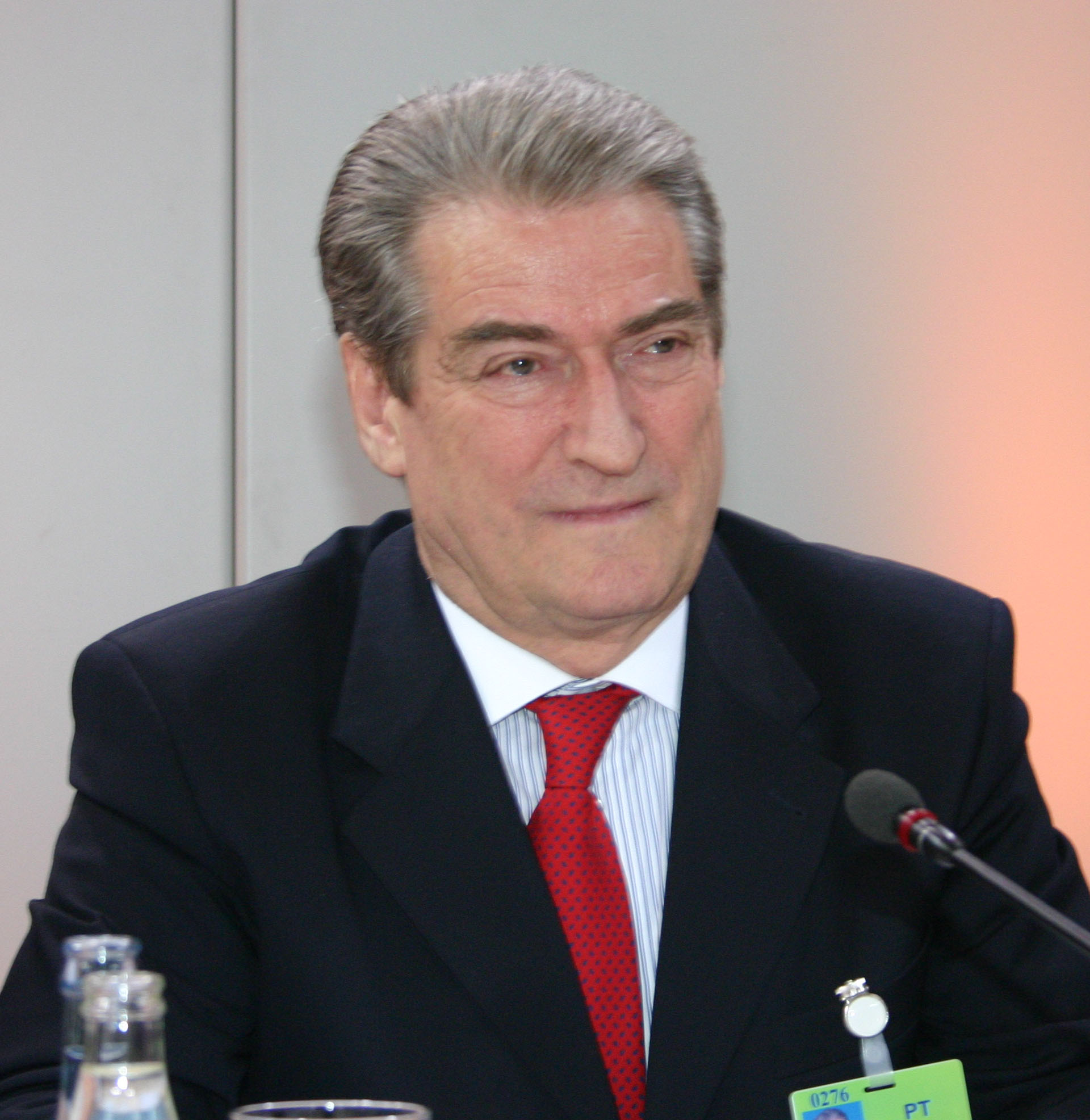
Сали Бериша

  - Результаты парламентских выборов в Великобритании подтвердили прогнозы экспертов в области общественного мнения, когда в четвёртый раз подряд, хотя и с меньшим перевесом (21 место), победили консерваторы, получившие 336 мест. У лейбористов 271 место и у либеральных демократов —20 (консерваторы собирают в свою поддержку 41,9 процента голосов избирателей, принявших участие в выборах, лейбористы — 34,4 и либеральные демократы — 17,8).
  - В Майами (США) суд признал бывшего панамского диктатора Мануэля Норьегу виновным в содействии колумбийским наркокартелям.
  - Президент Рамиз Алия ушёл в отставку. Кандидат Демократической партии Сали Бериша стал первым некоммунистическим президентом Албании.
- 10 апреля
  - Первая карабахская война: Массовая резня армян в Ленинаване, армянском селении в Нагорном Карабахе.
  - В Лондоне Временная ИРА осуществила взрыв на Балтийской Бирже. 3 человека погибли, 91 — ранен.
  - Установлены дипломатические отношения между Израилем и Узбекистаном[220][221].
  - Установлены дипломатические отношения между Казахстаном, Израилем, Зимбабве, Ирландией и Мадагаскаром[5][222][223][224][225].
- 11 апреля — Совет Народных Депутатов Горно-Бадахшанской автономной области в одностороннем порядке провозгласил ГБАО Автономной Республикой Бадахшан, однако Верховный Совет Республики Таджикистан не признал решение СНД ГБАО.
- 12 апреля — под Парижем открыт Евро-Диснейленд (с 1995 года — Диснейленд (Париж)).
- 13 апреля
  - В Южной Африке Нельсон Мандела объявляет о разводе с женой Уинни, чья очевидная причастность к уголовным преступлениям может скомпрометировать Африканский национальный конгресс.
  - Нил Киннок и Рой Хаттерсли уходят в отставку с постов руководителя и заместителя руководителя Лейбористской партии.
  - Установлены дипломатические отношения между Беларусью и Италией[226].
  - Установлены дипломатические отношения между Узбекистаном и Филиппинами[40].
  - Установлены дипломатические отношения между Казахстаном и Мексикой[5].
  - Президент Албании Сали Бериша назначил Александера Мекси премьер-министром в первом посткоммунистическом правительстве Албании.
- 15 апреля
  - Национальная ассамблея Вьетнама приняла новую конституцию СРВ.
  - Грузия стала членом Совета североатлантического сотрудничества.
  - Установлены дипломатические отношения между Азербайджаном и Палестиной[17].
- 16 апреля
  - Гражданская война в Афганистане: Свергнут президент Афганистана Наджибулла. Афганские повстанцы вплотную подходят к Кабулу.
  - Установлены дипломатические отношения между Азербайджаном и Монголией[17].
- 20 апреля
  - Установлены дипломатические отношения между Арменией и Перу[227].
  - Установлены дипломатические отношения между Азербайджаном и Эстонией[17].
- 21 апреля:
- Съезд народных депутатов РФ утвердил переименование РСФСР в Российскую Федерацию, внеся поправки в Конституцию РСФСР 1978 года. Поправки вступили в силу 16 мая 1992 года с момента опубликования в «Российской газете».
- Умер «Титулярный император Всероссийский» Владимир Кириллович. Его единственная дочь Мария провозгласила себя «Титулярной императрицей Всероссийской Марией I». В свою очередь её единственный сын Георгий был назначен наследником и цесаревичем".
- Потомок рода Романовых — праправнук императора Николая I князь Николай Романович провозгласил себя главой Дома Романовых по причине смерти последнего представителя ветви «Кирилловичей» по прямой мужской линии Владимира Кирилловича.
- 22 апреля
  - В Севилье (Испания) открылась Всемирная выставка (до 12 октября).
  - В Лондоне на стадионе «Уэмбли» прошёл концерт памяти Фредди Меркьюри, который в прямом эфире посмотрел 1 млрд человек, и было собрано несколько миллионов долларов для исследований СПИДа.
  - Взрыв в Гвадалахаре. 215 человек погибли, 1500 — ранены.
  - Установлены дипломатические отношения между Узбекистаном и Оманом[40].
- 23 апреля
  - Крупная забастовка государственных служащих в Германии (до 7 мая). Профсоюзы требуют повышения заработной платы для компенсации экономических потерь, которые являются следствием объединения Германии (споры завершаются заключением соглашения о повышении зарплаты на 5,4 процента).
  - Тан Шве стал председателем Государственного Совета мира и развития Союза Мьянма. Он же стал премьер-министром, военным министром и верховным главнокомандующим.
- 24 апреля — Установлены дипломатические отношения между Украиной и Таджикистаном[228].
- 26 апреля
  - Нападение на управление спецсвязи по республике Татарстан. Андрей Шпагонов убил 9 человек, впоследствии был арестован, осуждён и расстрелян.
  - В Македонии введён в обращение Македонский денар, в тот момент равнялся югославскому динару.
- 27 апреля
  - Принятие России в Международный валютный фонд.
  - Провозглашена Республика Саха (Якутия) — суверенная республика в составе Российской Федерации — и принята её конституция.
  - Гражданская война в Афганистане: В захваченном моджахедами Кабуле провозглашено Исламское Государство Афганистан.
  - Установлены дипломатические отношения между Казахстаном и Оманом[5][229][230].
  - Установлены дипломатические отношения между Азербайджаном и Венгрией[17].
  - Распад Югославии: Две оставшихся союзных республики из состава СФРЮ — Сербия и Черногория образовали Союзную Республику Югославию (с 2003 года — Сербия и Черногория

- 29 апреля

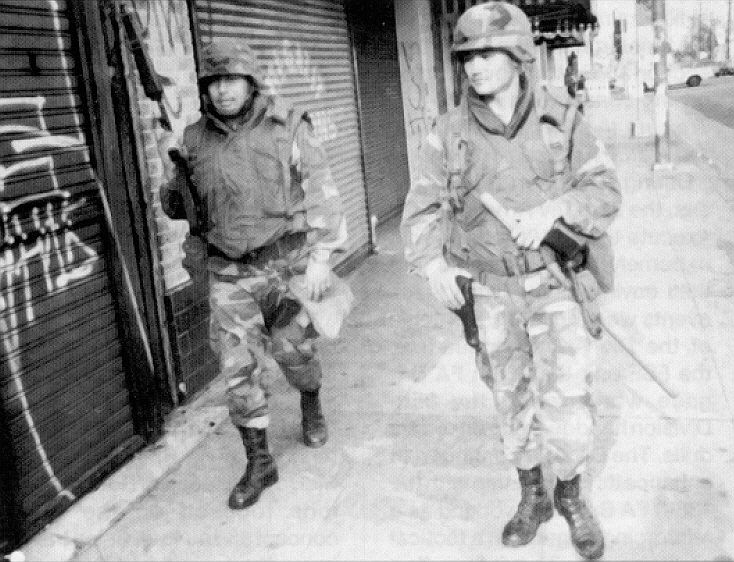
Патруль Национальной гвардии после беспорядков в Лос-Анджелесе

  - в Лос-Анджелесе после вынесения оправдательного приговора четырём полицейским, избившим чернокожего Родни Кинга, начались массовые беспорядки. Беспорядки продолжались до 4 мая. Погибли 53 человека, ущерб составил около 1 млрд долларов.
  - Установлены дипломатические отношения между Азербайджаном и ЮАР[17].
  - Литва стала членом Международного валютного фонда (МВФ).
  - Гражданская война в Сьерра-Леоне: в Сьерра-Леоне произошёл путч.
- 30 апреля — В Женеве объявлено, что технология Всемирной паутины (World Wide Web) будет для всех бесплатной.

### Май
- 1 мая
  - 50 000 коммунистов и националисты вышли на демонстрацию в Москве против президента Бориса Ельцина и его политики реформ.
  - Конфликт в Северной Ирландии: Нападение на блокпост в Клоходже
- 2 мая
  - В Порту подписан договор о Европейском экономическом пространстве.
  - В состав СБСЕ принята Босния и Герцеговина.
- 3 мая — Боснийская война: на улице Доброволяцкой в Сараево произошёл инцидент с колонной югославской народной армии, когда военнослужащие боснийской армии атаковали колонну войск Югославской армии, которая покидала город в соответствии с соглашением о выводе войск.
- 4 мая — Война в Хорватии: в ходе «Операции Тигр» ликвидирована Дубровницкая республика.
- 5 мая
  - Гражданская война в Таджикистане: вооружённый межклановый внутриэтнический конфликт в Таджикистане между сторонниками центральной власти и различными группировками в лице Объединённой таджикской оппозиции. Начало Гражданской войны в Таджикистане.
  - Крымский парламент провозгласил независимость Крыма и назначил на август референдум о подтверждении этого статуса. 6 мая принята Конституция Республики Крым.
  - Грузия стала членом Международного валютного фонда (МВФ).
- 6 мая
  - Ухудшающаяся экономическая ситуация вынуждает правительство Ливана уйти в отставку.
  - Завершён вывод тактического ядерного оружия с территории Украины в Россию.
  - Боснийская война: в австрийском городе Граце между президентом Республики Сербской Радованом Караджичем и президентом Хорватской республики Герцег-Босна Мате Бобаном заключено соглашение о прекращении огня. Целью соглашения являлось прекращение конфликта между сербскими и хорватскими силами, дабы сосредоточиться на взятии территорий, контролируемых боснийцами.
  - Установлены дипломатические отношения между Таиландом и Узбекистаном[40][231].
- 7 мая
  - Вышел указ Ельцина — первого президента РФ — о создании Вооружённых Сил Российской Федерации. Отмечается как День Российских Вооружённых Сил.
  - В России водка и спирт впервые начали реализовываться по свободным ценам.
  - В Латвии введены в обращение латвийские рубли, которые народ сразу же стал называть «репшиками» по фамилии президента Банка Латвии Эйнарса Репше (Einars Repše).
  - Созданы самостоятельные Вооружённые силы Республики Казахстан.
  - 47-й старт (STS-49) по программе Спейс Шаттл. 1-й полёт шаттла «Индевор». Экипаж — Дэниел Бранденстайн, Кевин Чилтон, Пьерр Туот, Кэтрин Торнтон, Ричард Хиб, Томас Эйкерс, Брюс Мелник.
  - Болгария принята в Совет Европы.
  - Установлены дипломатические отношения между Узбекистаном и Швейцарией[232][233].
  - Установлены дипломатические отношения между Казахстаном и Данией[5][234][235].
- 8 мая
  - В Бангкоке происходят столкновения полиции с демонстрантами которые призывают отправить в отставку премьер-министра генерала Сучинда Крапраюна, назначенного на этот пост без выборов (20 мая король Таиланда обещает внести требуемые изменения в конституцию в обмен на обещание прекратить демонстрации).
  - Установлены дипломатические отношения между Азербайджаном, Италией и Швецией[17][236].
  - Кыргызстан стал членом Международного валютного фонда (МВФ).
- 8—9 мая — Первая карабахская война: Армянские вооружённые формирования НКР взяли город Шуша.
- 9 мая
  - Митинг в Сокольниках и шествие к тюрьме «Матросская тишина» с требованием освобождения членов ГКЧП.
  - Первая карабахская война: штурмовик азербайджанских ВВС Су-25 атаковал и подбил в воздушном пространстве Армении армянский Як-40, вывозивший раненых из Степанакерта. Экипажу удалось посадить самолёт, не выпуская шасси, и тем самым спасти жизни пассажиров. Самолёт после этого был списан.
  - В Нью-Йорке была принята Рамочная конвенция ООН об изменении климата (вступила в силу 21 марта 1994 года).
- 10 мая
  - в Праге на Чемпионате мира по хоккею победу одержала сборная Швеции.
  - Установлены дипломатические отношения между Узбекистаном, Ираном и Пакистаном[40][237][238].
- 12 мая — Установлены дипломатические отношения между Казахстаном и Новой Зеландией[5][239].
- 13 мая
  - В Китае Ли Хунчжи впервые выступил с учением Фалуньгун.
  - Верховная Рада Украины отменила декларацию о независимости Крыма.
  - Установлены дипломатические отношения между Казахстаном и Финляндией[5][240][241].
  - Рашид ас-Сольх назначен на должность главы правительства Ливана, главной задачей которого было проведение парламентских выборов.
- 14 мая — Установлены дипломатические отношения между Арменией и Камбоджой[242][243].
- 14—15 мая — Государственный переворот в Азербайджане, свержение Аяза Муталибова политической оппозицией.
- 15 мая
  - В Ташкенте подписан Договор о коллективной безопасности стран СНГ (вступил в силу 20 апреля 1994 года).
  - В Генуе, Италия открылась Всемирная выставка (до 15 августа).
  - Боснийская война: в Тузле местные мусульманско-хорватские формирования в количестве 3000 человек напали на колонну 92-й моторизованной бригады ЮНА, которая покидала казарму и направлялась на территорию Союзной Республики Югославии. Снайперы сначала расстреливали водителей машин, чтобы заблокировать возможность движения, а затем вместе с другими отрядами нападающих атаковали остальных солдат ЮНА. После завершения боя многие раненые югославские солдаты были добиты в машинах[244]. В результате атаки погибли и были ранены 212 солдат и офицеров ЮНА, 140 были взяты в плен и помещены в старую шахту в городе[245].
- 17—18 мая — Первая карабахская война: армянские вооружённые формирования заняли Лачинский коридор между Арменией и Карабахом.
- 17—20 мая — многотысячная толпа собралась на улицах Бангкока, требуя отстранить от власти самопровозглашённого премьер-министра Сучинду Крапраюна. В столкновениях с полицией погибло более 50 человек, более 200 были ранены.
- 18 мая
  - На 14-м заседании Верховного Совета Туркменистана была принята Конституция независимого, суверенного государства Туркменистан.
  - Установлены дипломатические отношения между Молдовой, Арменией и Азербайджаном[17][246][247].
- 19 мая
  - Живущие в Северном Ираке курды выбирают автономный парламент.
  - Установлены дипломатические отношения между Арменией и Гвинеей[248].
  - Латвия стала членом Международного валютного фонда (МВФ).
  - В России отменены талоны на бензин для частных автовладельцев (кроме Калининградской области).

- 20 мая

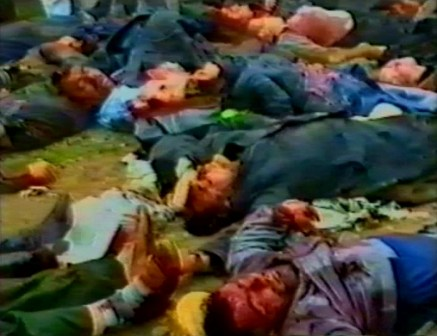
Осетинские беженцы, убитые в ходе Зарской трагедии

  - Папуа-Новая Гвинея добивается заключения мирного договора со сторонниками отделения острова Бугенвиль.
  - Расстрел осетинских беженцев на Зарской дороге в ходе южноосетинской войны.
  - Филиппины и Армения установили дипломатические отношения[249][250].
- 21 мая
  - Китайская Народная Республика взорвала самую мощную из испытанных ею ядерных бомб[251][252][253][254].
  - Маршалловы Острова стали членом Международного валютного фонда (МВФ).
  - Директива 92/43/ЕЕС
- 22 мая — В ООН приняты Босния и Герцеговина, Словения и Хорватия.
- 23 мая
  - Около Палермо в результате взрыва, устроенного мафией, погиб судья Джованни Фальконе.
  - США, Россия, Беларусь, Казахстан и Украина подписали в Лиссабоне протокол к Договору СНВ-1, в соответствии с которым Беларусь, Казахстан и Украина стали участниками договора.
  - В Литве прошёл Референдум о восстановлении президентства. Почти три четверти принявших участие в голосовании проголосовали за восстановление института президентства, однако из-за невысокой явки не был достигнут 50%-й порог от числа зарегистрированных избирателей, и в результате предложение не было принято.
  - Установлены дипломатические отношения между Арменией и Ватиканом[255].
- 23—24 мая — В Лиссабоне прошла вторая конференция по оказанию содействия бывшим республикам СССР.
- 24 мая
  - Новым президентом Австрии стал Томас Клестиль (АПН), который, получив поддержку со стороны АПС, набрал 57 % голосов, победив кандидата от социал-демократов Рудольфа Штрейхера.
  - В праздник славянской письменности в центре Москвы на Славянской площади (бывшая площадь Ногина) торжественно открыт памятник братьям Кириллу и Мефодию (скульптор Вячеслав Клыков). В Успенском соборе Московского Кремля состоялось торжественное богослужение.
  - на набережной города Бат-Ям палестинским террористом убита девочка по имени Елена Рап. Этот теракт стал поворотным среди подобных событий, охвативших Израиль в начале 1990-х, и ослабил чувство защищённости граждан, а также повлиял на политическую систему государства.
  - Установлены дипломатические отношения между Азербайджаном и Ватиканом[17]
- 25 мая
  - Оскар Скальфаро избран президентом Италии.
  - В Москве было подписано соглашение о взаимной помощи, дружбе, сотрудничестве между Казахстаном и Россией, а также были достигнуты договорённости о нерушимости границ между Россией и Казахстаном.
  - Установлены дипломатические отношения между Россией, Словенией и Хорватией[256][257].
  - Установлены дипломатические отношения между Узбекистаном и Йеменом[40].
  - Установлены дипломатические отношения между Арменией и Португалией[258][259].
  - Беларусь вводит в обращение свою национальную валюту — белорусский рубль.
- 26 мая
  - В Маунтин-Вью, США был похищен президент компании «Adobe Systems» Чарльз Гешке. Он был освобождён 31 мая после выплаты выкупа в 650 000 долларов. Похитители были задержаны.
  - Война в Хорватии: Хорватские войска прорвали блокаду Дубровника, которая длилась почти семь месяцев.
  - Установлены дипломатические отношения между Беларусью и Израилем[260].
  - Установлены дипломатические отношения между Казахстаном и Марокко[5][261][262].
  - Эстония стала членом Международного валютного фонда (МВФ).
- 27 мая
  - Состоялся Харьковский собор. Новым митрополитом Киевским и всея Украины избран Блаженнейший Владимир (Сабодан), а также был низложен и получил запрещение на священнослужение бывший митрополит Филарет (Денисенко).
  - Страны Большой Семёрки приняли решение о создании специального фонда для поддержания падающего русского рубля.
  - Установлены дипломатические отношения между Казахстаном и Эстонией[5][263][264].
  - Уругвай и Армения установили дипломатические отношения[265][266].
  - Боснийская война: в результате взрыва в очереди за хлебом на улице Васы Мискина в Сараево погибли от 16 до 26 человек, свыше ста ранены.
- 28 мая
  - Установлены дипломатические отношения между Арменией и Бурунди[267].
  - Армения стала членом Международного валютного фонда (МВФ).
- 29 мая
  - Установлены дипломатические отношения между Узбекистаном и Бахрейном[40].
  - Установлены дипломатические отношения между Арменией и Ганой[268].
  - Установлены дипломатические отношения между Азербайджаном и Таджикистаном[17][269][270].
  - Образованы Вооружённые силы Кыргызской Республики.
  - Швейцария стала членом Международного валютного фонда (МВФ).
- 30 мая — ООН вводит запрет на торговлю, воздушное сообщение и спортивные контакты с новой Югославией, а также эмбарго на поставки нефти. Причиной послужила продолжающаяся агрессия Сербии против Боснии и Герцеговины.

### Июнь
- 1 июня
  - Россия стала членом Международного валютного фонда (МВФ). Её официальное принятие в эту международную финансовую организацию было закреплено состоявшейся в Вашингтоне торжественной церемонией подписания Устава МВФ.
  - Установлены дипломатические отношения между Израилем и Грузией[271].
  - Установлены дипломатические отношения между Казахстаном и Швейцарией[5][272][273].
  - Установлены дипломатические отношения между Арменией и Сингапуром[274][275].
  - Установлены дипломатические отношения между Азербайджаном и Люксембургом[17]
- 2 июня — датчане на национальном референдуме с небольшим перевесом отвергли Маастрихтский договор.
- 3 июня
  - В России создан Совет безопасности.
  - Установлены дипломатические отношения между Россией и Сальвадором[276][277].
  - Зарегистрированы национальные домены для Эстонии и Литвы — .ee и .lt.
  - Боснийская война: Боснийские мусульмане убили 24 сербов в селе Ледичи близ Трново.
- 3—14 июня — В Рио-де-Жанейро прошла конференция ООН по окружающей среде и развитию.
- 4 июня
  - Верховный Совет РФ принял Закон Об образовании Ингушской Республики в составе Российской Федерации. 29 декабря 1992 года Съезд народных депутатов РФ утвердил данный закон.
  - Утверждены Флаг и Герб Республики Казахстан.
- 5 июня
  - В Осло был подписан Заключительный документ Чрезвычайной конференции государств — участников Договора об обычных вооружённых силах в Европе (ДОВСЕ). Согласно Заключительному документу члены Содружества Независимых Государств (за исключением центральноазиатских государств) признавались полноправными участниками Договора.
  - Члены польского парламента голосуют за отставку правительства. Вместо Вальдемара Павляка на пост премьер-министра назначается Ян Ольшевский.
  - Установлены дипломатические отношения между Болгарией, Грузией и Казахстаном[5][278][279][280].
  - Установлены дипломатические отношения между Норвегией, Казахстаном и Арменией[5][281][282][283][284].
  - Установлены дипломатические отношения между Азербайджаном, Болгарией и Норвегией[17].
- 5—6 июня — Парламентские выборы в Чехословакии приносят победу в Словакии словацким партиям, выступающим за провозглашение Словакии независимой республикой, и в Чехии чешским партиям, выступающим за сохранение федерации.

- 6 июня

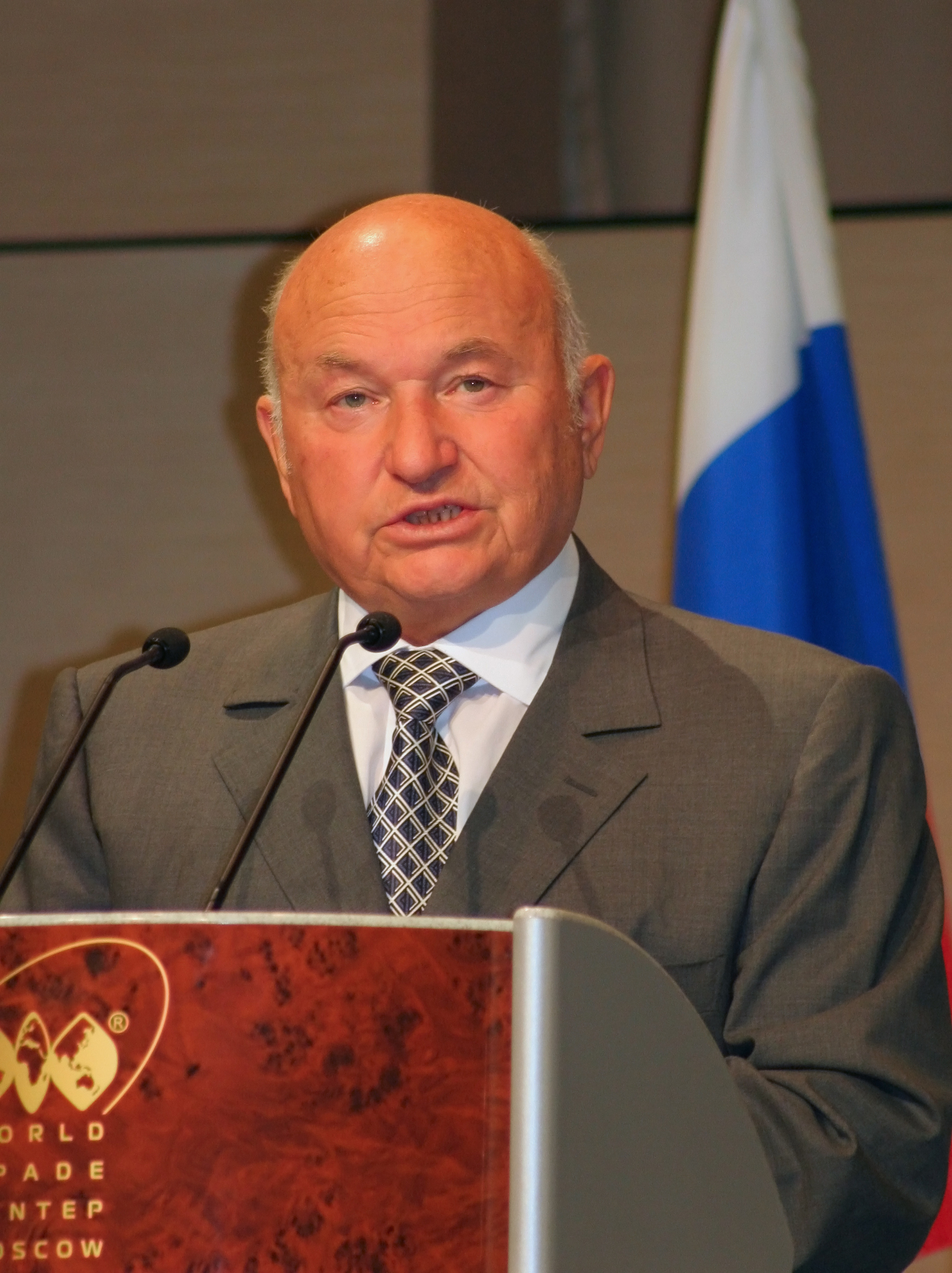
Юрий Лужков

  - После ухода в отставку Гавриила Попова, указом президента России Бориса Ельцина мэром Москвы был назначен Юрий Лужков.
  - Boeing 737—204 вылетел из международного аэропорта Токумен с рядом неисправностей: рассинхронизированными авиагоризонтами и нерабочим индикатором положения самолёта, оба индикатора пространственного положения работали от одного гироскопа, причём экипаж не провёл необходимой проверки на земле. Спустя 20 минут после вылета экипаж принял решение обойти грозовой фронт. При совершении очередного манёвра пилот не вывел лайнер из левого крена в горизонтальное положение, а бросил машину в правый крен. Самолёт перевернулся, вошёл в крутое пике и в результате неконтролируемого высокоскоростного снижения развалился на высоте 10 тысячи футов. На борту находились 40 пассажиров и 7 членов экипажа, все погибли.
  - Установлены дипломатические отношения между Казахстаном и Гвинеей[5].
  - Установлены дипломатические отношения между Арменией и Новой Зеландией[285].
- 7 июня — в Азербайджане состоялись президентские выборы, победу на которых одержал Абульфаз Эльчибей, набрав 59,4 % голосов. 17 июня в здании Верховного Совета состоялась церемония инаугурации нового президента Азербайджана.
- 8 июня
  - впервые отмечен Всемирный день океанов. День был учреждён на конференции ООН в Рио-де-Жанейро.
  - Альфа Умар Конаре стал президентом Мали.
- 9 июня — Установлены дипломатические отношения между Азербайджаном, Туркменистаном и Пакистаном[17].
- 10 июня
  - Молдова ввела временную денежную единицу — купон.
  - Установлены дипломатические отношения между Узбекистаном, Люксембургом и Норвегией[40][286][287].
- 11 июня
  - Принятие ВС РФ программы приватизации государственных и муниципальных предприятий.
  - Установлены дипломатические отношения между Арменией и Люксембургом[288][289].
- 12—22 июня — осада телецентра Останкино. Формальным инициатором акции выступала националистическая «Русская партия». Вблизи телецентра оставался небольшой палаточный городок митингующих. На рассвете 22 июня он был ликвидирован милицией с применением силы, что в тот же день вызвало серию массовых стычек между милицией и демонстрантами.
- 12 июня—2 сентября — Первая карабахская война: в ходе наступление азербайджанских войск под контроль вооружённых сил Азербайджана на короткое время перешли территории бывших Шаумяновского и Мардакертского районов НКАО. В результате контрнаступления армян, у противника были отбиты стратегические высоты в Мардакертском районе.
- 14 июня
  - В Литве прошёл референдум о выводе советских войск. Избирателям предстояло решить надо ли советские войска (которые к моменту проведения референдума стали российскими войсками) немедленно и безоговорочно вывести из страны. В результате за немедленный вывод иностранных войск высказалось почти 70 % всех зарегистрированных избирателей.
  - Боснийская война: Боснийские сербы заживо сожгли 59 босняков в Вишеграде.

- 15 июня

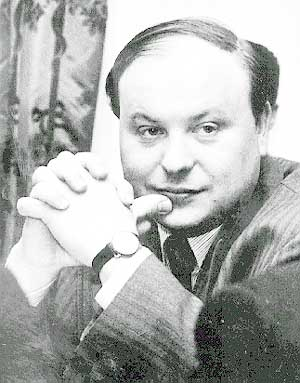
Егор Гайдар

  - Е.Т. Гайдар назначен исполняющим обязанности премьера правительства РФ.
  - Установлены дипломатические отношения между Казахстаном и Литвой[5][290][291].
  - Установлены дипломатические отношения между Таджикистаном и Афганистаном[292].
  - Добрица Чосич избран первым президентом Союзной республики Югославии.

- 16 июня

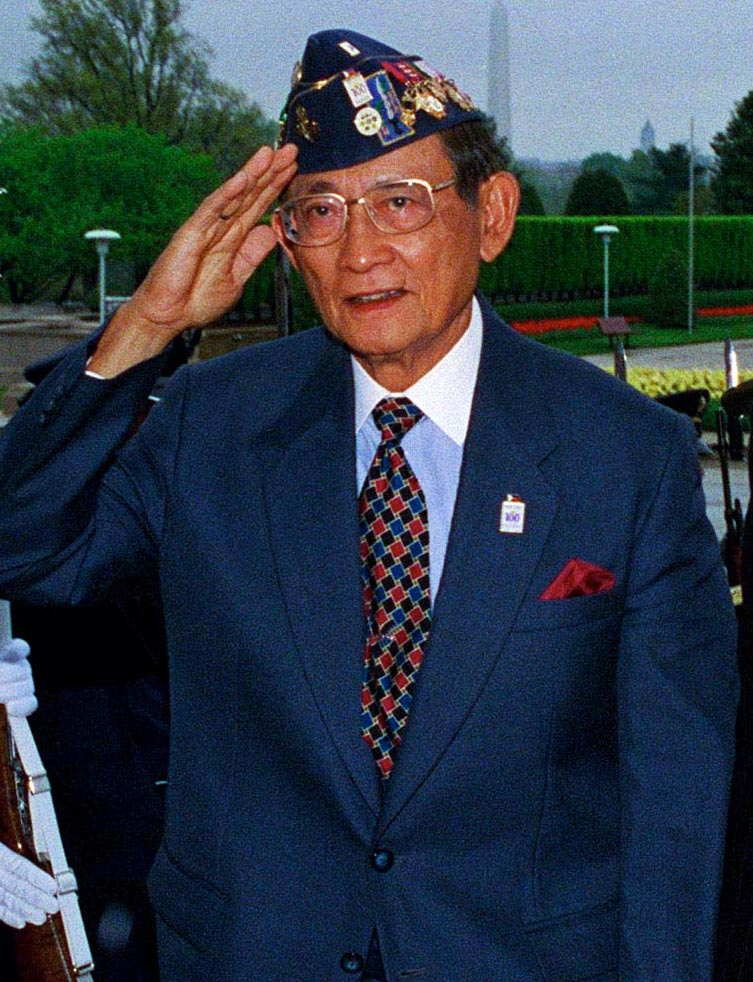
Фидель Рамос

  - Фидель Рамос одержал победу на президентских выборах на Филиппинах.
  - Установлены дипломатические отношения между Азербайджаном и Румынией[17].
- 17 июня
  - в ходе своего визита в США президент России Борис Ельцин подписал соглашение «О взаимопонимании» с президентом США Джорджем Бушем Ст. Это соглашение стало первым этапом в заключении договора СНВ-2 (подписан 2 января 1993 года).
  - Установлены дипломатические отношения между Азербайджаном и Бельгией[17].
- 18 июня
  - На референдуме в Ирландской Республике избиратели высказываются в пользу Маастрихтского договора.
  - В результате массовых убийств в Бупатонге, Южная Африка, погибли 39 человек. Ответственность за преступление возлагается на сторонников движения Инката (20 июня полицейские открывают стрельбу по чернокожим жителям Бупатонга).
- 19 июня
  - Боснийская война: начало вооружённого противостояние между Республикой Босния и Герцеговина и самопровозглашённой Хорватской республикой Герцег-Босна в ходе Боснийской войны.
  - В результате пожара в аэропорту Братск сгорели два самолёта Ту-154 и погиб 1 человек.
  - Установлены дипломатические отношения между Азербайджаном и Австралией[17].
- 19 июня—21 июля — Вооружённый конфликт в Приднестровье: Бои за контроль над городом Бендеры.
- 20 июня
  - Эстония перешла на национальную валюту — крону.
  - В Туве начат сбор подписей за проведение референдума о независимости от России.
  - Боснийская война: Власти Боснии и Герцеговины официально объявили военное положение в стране.
- 21 июня
  - Сапармурат Ниязов как единственный кандидат вновь был избран президентом Туркменистана подавляющим большинством: за него отдали голоса 99,5 % избирателей.
  - Установлены дипломатические отношения между Румынией и Азербайджаном[17].
- 21—22 июня — Война в Хорватии: на Мильевачском плато проведена военная операция хорватской армии против войск Сербской Краины.
- 22 июня
  - Два скелета найденных под Екатеринбургом идентифицированы как останки Николая II и Александры Фёдоровны.
  - Произошла катастрофа самолёта Ан-12 при заходе на посадку в аэропорту Норильск (Алыкель). Самолёт отклонился от глиссады, при несвоевременной попытке ухода на второй круг коснулся земли левой плоскостью крыла и опорой шасси, на скорости 200 км/ч накренился вправо на 45°, потерял подъёмную силу и разрушился в 600 м правее ВПП за ограждением аэропорта. 10 человек погибли, 2 выжили.
  - Казахстан и Австралия установили дипломатические отношение[5][293].
- 23 июня
  - В знак протеста против творимых беззаконий представители Африканского национального конгресса покидают совещание по проекту новой конституции Южной Африки.
  - Партия труда одерживает убедительную победу над партией Ликуд на парламентских выборах в Израиле.
  - Установлены дипломатические отношения между Узбекистаном и Индонезией[24][294].
  - Установлены дипломатические отношения между Арменией и ЮАР[295][296].
  - Указом президента Российской Федерации и постановлением правительства РФ ВДНХ СССР была переименована во «Всероссийский выставочный центр».
- 24 июня
  - В Тбилиси была подавлена попытка переворота, совершённая сторонниками смещённого президента Грузии Звиада Гамсахурдиа.
  - Южноосетинская война (1991—1992): В Сочи Президент РФ Б. Ельцин и руководитель Грузии Э. Шеварднадзе подписали Соглашение о принципах урегулирования грузино-осетинского конфликта.
- 25 июня
  - Подписан Договор о черноморском экономическом сотрудничестве, на основании которого в 1999 году создана Организация черноморского экономического сотрудничества.
  - В районе д. Юрьево Новгородской области произошла катастрофа вертолёта Ми-2 (бортовой номер 14270) Новгородского авиапредприятия, выполнявшего рейс Новгород — Новоселицы. Погибли командир воздушного судна В. А. Авдонин, авиатехник и пассажир. Катастрофа произошла по причине разрушения конструкции при столкновении с землёй, вследствие усложнения в пилотировании воздушного судна при попытке пассажира покинуть вертолёт с целью самоубийства.
  - 48-й старт (STS-50) по программе Спейс Шаттл. 12-й полёт шаттла «Колумбия». Экипаж — Ричард Ричардс, Кеннет Боуэрсокс, Бонни Данбар, Эллен Бейкер, Карл Мид, Лоуренс ДеЛукас, Юджин Трин.
  - Установлены дипломатические отношения между Россией и Беларусью[297].
- 26 июня — в Гётеборге (Швеция) в финале Чемпионата Европы по Футболу Дания победила Германию со счётом 2-0.
- 27 июня — Боснийская война: боснийские сербы заживо сожгли 60 босняков в Вишеграде.
- 28 июня
  - В ходе референдума 92 % эстонского населения проголосовали за демократическую конституцию, а 53 % — против распространения избирательного права на всех граждан страны. В результате около 30 % населения осталось лишённым права голоса.
  - На демонстрации в Белграде 100 000 человек требуют отставки сербского президента Слободана Милошевича, досрочные выборы в парламент и формирования правительства «Национального спасения».
  - Джулиано Амато стал председателем Совета Министров Италии.
- 29 июня
  - Гражданская война в Алжире: Телохранитель застрелил президента Алжира Мухаммеда Будиафа. Преемником стал Али Кафи.
  - Убит лидер оппозиционного узбекского движения «Бирлик» А. Пулатов.
  - Установлены дипломатические отношения между Казахстаном, Вьетнамом и Люксембургом[5][298][299].
  - Установлены дипломатические отношения между Азербайджаном и Новой Зеландией[17].
- 30 июня
  - Установлены дипломатические отношения между Узбекистаном и Алжиром[40].
  - Фидель Рамос вступил в должность президента Филиппин.
- Июнь
  - Установлены дипломатические отношения между Казахстаном и Шри-Ланкой[5].
  - Установлены дипломатические отношения между Арменией и Марокко[300][301].
- Июнь—Октябрь — Югославская война: Войска Республики Сербской и вооружённые формирование Сербской Краины в Босанской Посавине провели операцию «Коридор», целью которой было установление территориальной и транспортной связи между западными сербскими территориями и восточными территориями РС и СР Югославией.

### Июль
- 1 июля
  - На территории Латвии почтовые марки бывшего СССР признаны недействительными для оплаты почтовых услуг. По этому поводу 30 июня было организовано уникальное в истории филателии специальное гашение корреспонденции штемпелем последнего дня.
  - Введён единый плавающий курс рубля по отношению к доллару (внутренняя конвертируемость рубля). Одновременно были отменены ограничения на продажу валюты частным лицам и обязательная продажа валюты экспортёрами по фиксированному курсу.
  - Установлены дипломатические отношения между Россией и Грузией[302][303].
  - президент Молдовы Мирча Снегур утвердил в должности премьер-министра Андрея Сангели. Назначение Андрея Сангели премьер-министром было одним из условий «Конвенции Ельцин-Снегур», что обеспечило формирование правительства «примирения».
- 2 июля
  - Парламент Казахстана принял решение о ратификации Договора СНВ-1.
  - 100 000 сторонников оппозиции демонстрируют в Белграде за отставку сербского президента Слободана Милошевича. Два дня спустя 100 000 человек снова приняли участие в соответствующих митингах.
  - Установлены дипломатические отношения между Арменией и Парагваем[304][305].
  - Ян Страский стал премьер-министром Чехословакии. Одновременно 20 июля занял пост и. о. президента Чехословакии, являясь, таким образом, последним в истории руководителем этого государства.
- 3 июля — Боснийская война: начало операции Войск Республики Сербской в районе Яйце с целю установление контроля над районом и окрестностях под контроль боснийских сербов.
- 4 июля — Грузино-южноосетинский конфликт: В Цхинвали прошла четырёхсторонняя встреча представителей Грузии, России, Северной и Южной Осетии по проблеме урегулирования конфликта в Южной Осетии. Достигнуто соглашение о создании миротворческих сил.
- 5 июля — Для помощи в распределении продовольствия среди населения в столицу Сомали Могадишо прибывают военные наблюдатели ООН.
- 6 июля
  - Установлены дипломатические отношения между Таиландом и Казахстаном[5][306][307].
  - Абдул Сабур Фарид Кохистани становится новым премьер-министром Афганистана.
- 6—8 июля — В Мюнхене (Германия) состоялась встреча Президента России Б. Ельцина с лидерами семи ведущих индустриальных держав (Группа семи). В ходе встречи была достигнута договорённость по программе помощи республикам бывшего СССР.
- 7 июля
  - Крис Паттен приносит присягу в качестве 28-го губернатора Гонконга, сменив на этом посту Дэвида Уилсона[англ.].
  - Установлены дипломатические отношения между Арменией, Оманом и Таиландом[308][309][310][311][312].
  - Установлены дипломатические отношения между Азербайджаном и Таиландом[17].
- 8 июля — Белаид Абдессалам занял должность премьер-министра Алжира.
- 10 июля
  - В Майами бывший диктатор Панамы Мануэль Норьега приговорён к 40 годам тюрьмы за торговлю наркотиками и рэкет.
  - В Хельсинки завершилась встреча на высшем уровне государств — участников СБСЕ. Принят документ «Вызов перемен». Подписан Заключительный акт переговоров о численности личного состава обычных вооружённых сил в Европе (OBCE-IA).
  - Космический аппарат «Джотто» исследовал комету Григга-Скьеллерупа.
  - Швеция и Армения установили дипломатические отношения[313][314].
  - Установлены дипломатические отношения между Азербайджаном и Канадой[17].
  - Беларусь стала членом Международного валютного фонда (МВФ).

- 13 июля

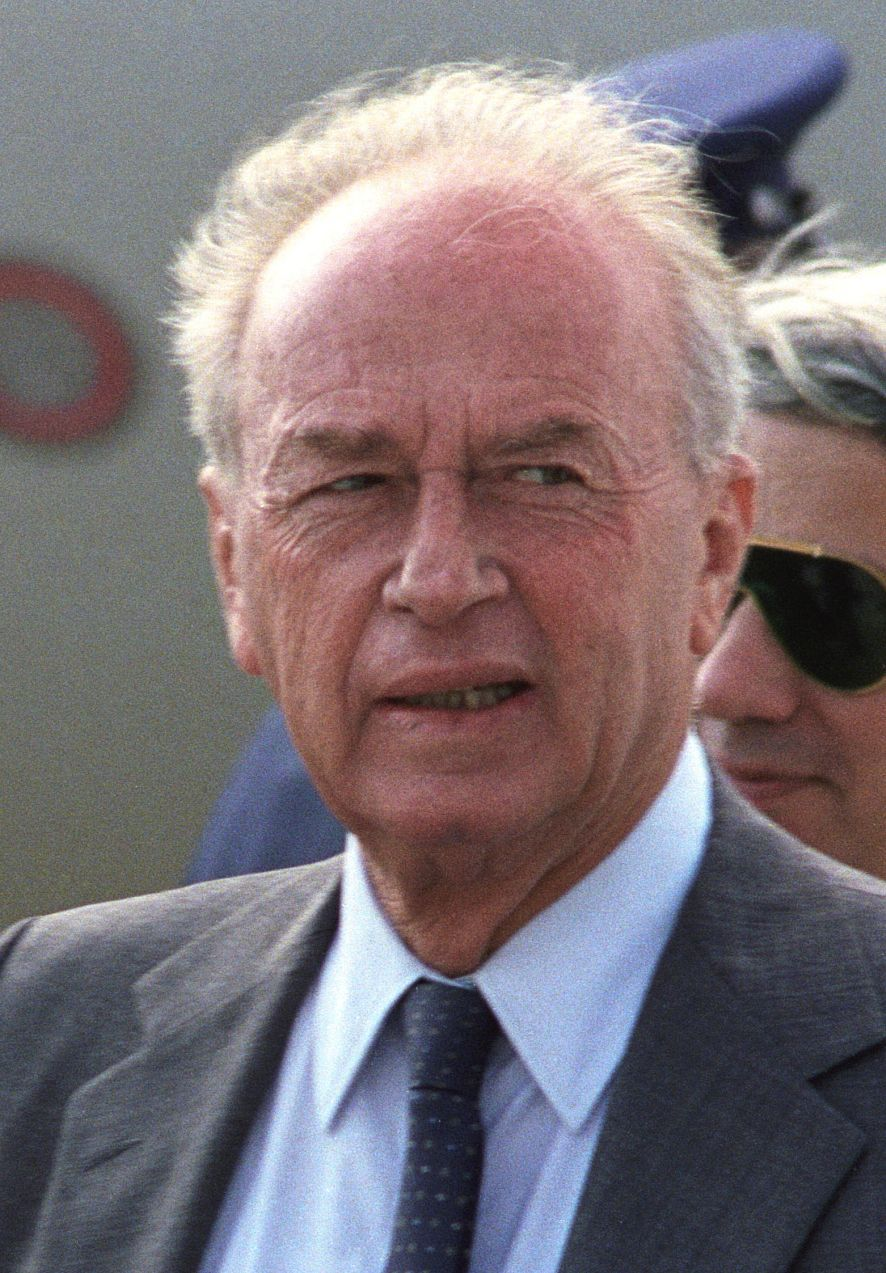
Ицхак Рабин

  - Премьер-министром Израиля во второй раз стал Ицхак Рабин (до 4 ноября 1995 года).
  - Установлены дипломатические отношения между Азербайджаном и Оманом[17].
- 14 июля
  - Грузино-южноосетинский конфликт: В Южную Осетию были введены миротворческие силы в составе трёх батальонов (российского, грузинского и осетинского).
  - Литовский глава правительства Гедиминас Вагнорюс сталкивается с вотумом недоверия. 23 июля преемником стал Александрас Абишала.
  - Установлены дипломатические отношения между Арменией и Вьетнамом[315][316].
  - На город Кендалвилл (штат Индиана, США) обрушился мощный (F2) торнадо; уничтожено более 30 домов[317].
  - Милан Панич возглавил югославское правительство.
- 15 июля
  - Гражданская война в Алжире: В Алжире за участие в антигосударственном заговоре президент и вице-президент Исламского фронта национального спасения приговариваются к тюремному заключению сроком на 12 лет.
  - Установлены дипломатические отношения между Казахстаном и Румынией[5][318][319].
  - Казахстан стал членом Международного валютного фонда (МВФ).
- 16 июля
  - Постановление ВС РФ о реабилитации казачества[320].
  - Установлены дипломатические отношения между Туркменистаном и Грузией[71].
  - Югославская война:Операция «Морской монитор» (до 22 ноября)
- 17 июля
  - Словацкие депутаты проголосовали за выход Словакии из состава Чехословакии и создание собственного суверенного государства.
  - В Великобритании Джон Смит избирается лидером Лейбористской партии, а Маргарет Беккетт — его заместителем.
  - Для сокращения расходов федерального бюджета и предотвращения банкротства итальянское правительство вынуждено прибегнуть к чрезвычайным мерам.
  - Установлены дипломатические отношения между Арменией и Грузией[321][322][323].
  - Столкновение на переезде грузового автомобиля и электропоезда, повлёкшее сход с рельсов электропоезда и его столкновение с платформой Ириновка (Ленинградская область). В результате у электропоезда были разбиты три вагона из десяти, погиб помощник машиниста, число потерь среди пассажиров неизвестно.
- 19 июля — итальянский магистрат Паоло Борселлино, прославившийся своей борьбой с мафией; убит взрывом бомбы, заложенной в автомобиле.
- 20 июля
  - Вацлав Гавел подал в отставку с поста президента Чехословакии.
  - В аэропорту Тбилиси потерпел катастрофу Ту-154Б компании Transair Georgia, в результате чего погибли 28 человек.
- 21 июля
  - Президент России Б. Ельцин и президент Молдовы Мирча Снегур в присутствии лидера Приднестровья Игоря Смирнова подписали соглашение по урегулированию конфликта в Приднестровье.
  - Открылось движение по Братеевскому мосту в Москве.
  - Пунцагийн Жасрай стал премьер-министром Монголии.
- 22 июля
  - Колумбийский наркобарон Пабло Эскобар сбежал из своей роскошной тюрьмы около Медельина, опасаясь выдачи в США.
  - Грузино-абхазский конфликт: Абхазия провозгласила независимость от Грузии.
  - Установлены дипломатические отношения между Украиной, Грузией и Казахстаном[5][324][325][326].
- 23 июля — установлены дипломатические отношения между Казахстаном, Грузией и Колумбией[5][327][328].
- 25 июля — Установлены дипломатические отношения между Азербайджаном и Суданом[17].
- 25 июля—9 августа — в Барселоне (Испания) состоялись XXV летние Олимпийские игры.
- 27 июля
  - Старт космического корабля Союз ТМ-15. Экипаж старта — А. Я. Соловьёв, С. В. Авдеев и гражданин Франции М. Тонини.
  - Установлены дипломатические отношения между Казахстаном и Молдовой[5][329][330].
  - Установлены дипломатические отношения между Арменией и Боливией[331].
- 28 июля — Правительство РФ приняло постановление «О совершенствовании деятельности туристских и альпинистских спасательных служб, пунктов и центров». День образования Поисково-спасательных служб МЧС России.
- 29 июля
  - Эрих Хонеккер, бывший руководитель Восточной Германии, вынужден покинуть здание посольства Чили в Москве и предстать перед германским судом в связи с обвинением в непреднамеренном убийстве людей, которые пытались покинуть Восточную Германию, тайно перебравшись через Берлинскую стену.
  - Установлены дипломатические отношения между Туркменистаном и Вьетнамом[332].
- 30 июля
  - Премьер-министр Армении Гагик Арутюнян подал в отставку. Преемником стал Хосров Арутюнян.
  - Установлены дипломатические отношения между Казахстаном и Кабо-Верде[5].
  - При взлёте из аэропорта имени Джона Кеннеди в Нью-Йорке потерпел аварию самолёт Lockheed L-1011 TriStar компании TWA, пострадали 10 человек.
- 31 июля
  - Грузия была принята в ООН.
  - Около Катманду (Непал) потерпел катастрофу Airbus A310-300, совершавший рейс 311 «Thai Airways». Погибли 113 человек.
  - Катастрофа Як-42 в Нанкине, погибли не менее 107 человек.
  - 49-й старт (STS-46) по программе Спейс Шаттл. 12-й полёт шаттла «Атлантис». Экипаж — Лорен Шрайвер, Андрю Аллен, Джеффри Хоффман, Франклин Чанг-Диаз, Клод Николье (Швейцария), Марша Айвинс, Франко Малерба (Италия).

### Август
- 2 августа

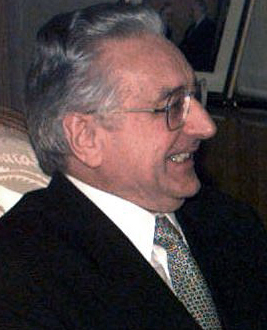
Франьо Туджман

  - Россия и Украина ставят Черноморский флот до 1995 года под общий контроль.
  - На парламентских и президентских выборах в Хорватии победу одержала партия Хорватское демократическое содружество (ХДС). Её председатель Франьо Туджман, получивший 56,7 % голосов избирателей, был переизбран на пост президента.
- 3 августа — Африканский национальный конгресс начинает проведение массовых акций протеста в Южной Африке.
- 4 августа — Установлены дипломатические отношения между Азербайджаном и Португалией[17].
- 5 августа — Установлены дипломатические отношения между Узбекистаном и Литвой[333][334].
- 6 августа
  - Правительство России потребовало у прибалтийских республик 7,7 млрд дол. в обмен на вывод российских войск.
  - Установлены дипломатические отношения между Россией и Маршалловыми Островами[335].
  - Словения, Хорватия и Босния и Герцеговина установили дипломатические отношение с США[336][337][338][339][340][341].
- 7 августа
  - В Риме достигнуто соглашение о прекращении гражданской войны в Мозамбике.
  - Установлены дипломатические отношения между Россией и Мальтийским орденом[342].
- 9 августа — В первом туре президентских выборов в Республике Конго Паскаль Лиссуба занял первое место, получив почти 36 % голосов. Его ближайший соперник Бернар Бакана Колелас собрал более 20 %, а президент Сассу-Нгессо вышел лишь на третье место (менее 17 %).
- 10 августа
  - Конфликт в Северной Ирландии: Правительство Великобритании запретило Ассоциацию обороны Ольстера полувоенную организацию лоялистов, которая до этого 20 лет считалась легальной.
  - Приземление корабля Союз ТМ-14. Экипаж посадки — А. С. Викторенко, А. Ю. Калери и М. Тонини (Франция).
- 11 августа
  - Гражданская война в Грузии: В западно-грузинском городе Зугдиди 12 правительственных чиновников похищены сторонниками бывшего главы государства Звиада Гамсахурдия.
  - Мохаммед Карим Ламрани сменил Азеддина Лараки на посту премьер-министра Марокко.
- 12 августа
  - Установлены дипломатические отношения между Узбекистаном, Португалией и ЮАР[40][343][344][345].
  - Молдова стала членом Международного валютного фонда (МВФ).
- 13 августа — Югославская война: ООН квалифицирует проводимые сербами этнические чистки (насильственное выселение из мест постоянного проживания представителей других общин), как военное преступление.
- 14 августа
  - Указ президента РФ о введении в действие системы приватизационных чеков («ваучеров»).
  - Грузино-абхазский конфликт: войска Госсовета Грузии под предлогом охраны железной дороги и железнодорожных складов вошли в Абхазию, где случилось первое крупное сражение. Началась война в Абхазии.
  - Установлены дипломатические отношения между Казахстаном и Ганой[5]
- 15 августа — в Азербайджане введена новая валюта — манат.
- 16 августа
  - Сборная России по футболу провела первый матч в своей новейшей истории. В Москве российские футболисты одержали победу над сборной Мексики 2:0.
  - Во втором туре президентских выборов за Паскаля Лиссубу голосовали более 61 % избирателей. Таким образом, Паскаль Лиссуба стал первым президентом Республики Конго, избранным на демократических альтернативных выборах.
- 17 августа — создано Сообщество развития Юга Африки.
- 18 августа
  - Французское правительство запрещает импорт иностранного мусора.
  - Установлены дипломатические отношения между Казахстаном и Бельгией[5][346][347].
- 19 августа
  - После 25 лет правления Линден Пиндлинг проиграл выборы и ушёл в отставку с поста премьер-министра Багамских островов.
  - Установлены дипломатические отношения между Казахстаном и Португалией[5][348][349].
- 21 августа — Установлены дипломатические отношения между Казахстаном и Италией[5][350][351].
- 21—22 августа — Инцидент в Руби Ридж, США. Убийство жены и несовершеннолетнего сына Рэнди Уивера вызвало широкую дискуссию о роли федеральных служб в жизни США.
- 22 августа
  - Пять серьёзных ночных инцидентов в Центре приёма беженцев в Ростоке свидетельствуют о возрождении неприязни к иностранцам в восточной части Германии (беспорядки продолжаются до 26 августа).
  - Президент Государственного Центра УНР в изгнании Николай Плавьюк сложил полномочия перед президентом Украины Леонидом Кравчуком.
  - Установлены дипломатические отношения между Арменией и Латвией[136][352].
- 23 августа — Эстония и Армения установили дипломатические отношения[353][354].

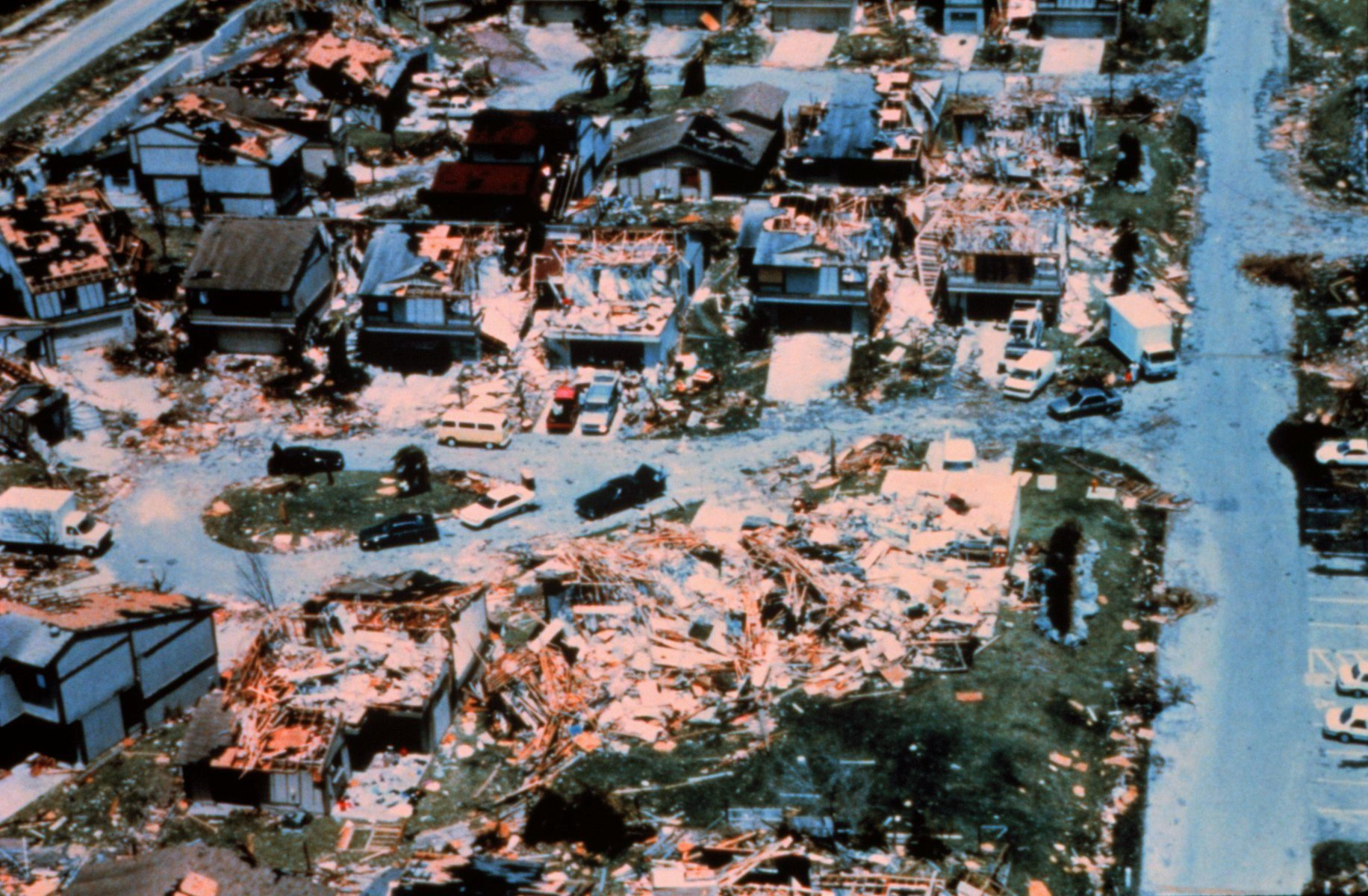
Разрушенный ураганом город Лейкс- бай-те-Бей, Флорида

- 23—28 августа — ураган Эндрю прошёл через Багамские острова, Флориду и Луизиану и стал самым разрушительным в истории США до урагана Катрина 2005 года.
- 24 августа
  - Установлены дипломатические отношения между КНР и Республикой Кореей[355].
  - 52-летний выходец из СССР Валерий Фабрикант, преподающий математику в Университете Канкордия, убил из револьвера четырёх своих коллег и ранил ещё одного, после чего сдался полиции. Мотивом стали служебные конфликты с жертвами и личная неприязнь. Суд приговорил Фабриканта к пожизненному заключению без права на условно-досрочное освобождение в первые 25 лет.
- 25 августа
  - Митинг у парка культуры Горького по случаю годовщины ГКЧП (организаторы согласились с представителями властей не проводить это мероприятие в собственно годовщину 19 августа во избежание эксцессов).
  - Установлены дипломатические отношения между Узбекистаном и Украиной[356][357].
  - Установлены дипломатические отношения между Азербайджаном и Марокко[17].
- 27 августа
  - Лорд Оуэн сменил лорда Карингтона на посту главы посреднической миссии ЕЭС в югославском конфликте.
  - США, Великобритания и Франция объявляют об установлении запретной зоны для полётов иракских самолётов в Южном Ираке, что должно способствовать защите мусульман-шиитов от воздушных налётов.
  - В результате ошибки экипажа при заходе на посадку в аэропорту города Иваново потерпел катастрофу самолёт Ту-134 Ивановского авиапредприятия, рейс 2808. Самолёт столкнулся с землёй в 2450 м от торца ВПП. Погибли 84 человека.
  - На встрече в Брно премьер-министр Чехии В. Клаус и премьер-министр Словакии В. Мечьяр достигли соглашения о том, что с 1 января 1993 г. Чехия и Словакия станут независимыми государствами.
  - Установлены дипломатические отношения между Казахстаном и Арменией[5][358][359].
  - Установлены дипломатические отношения между Азербайджаном и Гвинеей-Бисау[17].
- 28 августа — Установлены дипломатические отношения между Узбекистаном и Нигерией[40].
- 29 августа
  - Приднестровский конфликт: ввод миротворческих сил Российской Федерации в зону конфликта.
  - Гражданская война в Афганистане: После трёх недель тяжёлых сражений между правительственными войсками и вооружёнными отрядами афганских повстанцев в Афганистане начинает действовать соглашение о прекращении огня.
- 30 августа
  - Установлены дипломатические отношения между Азербайджаном и Казахстаном[5][17][360][361][362].
  - Джамшед Каримов стал и. о. премьер-министра Таджикистана.
- 31 августа
  - Гражданская война в Таджикистане: Таджикская оппозиция взяла штурмом президентский дворец в Душанбе.
  - Установлены дипломатические отношения между Арменией и Индией[363][364][365].
  - Паскаль Лиссуба вступил в должность президента Республики Конго.

### Сентябрь
- 1 сентября
  - 82-летний бывший премьер-министр Польши Пётр Ярошевич и его вторая жена Алисия Сольска были убиты при загадочных обстоятельствах в их доме в Анине близ Варшавы. Убийство до сих пор не раскрыто.
  - Установлены дипломатические отношения между ОАЭ, Казахстаном и Азербайджаном[5][17][366][367].
- 2 сентября — создана кодировка UTF-8 (в настоящее время распространённая кодировка, реализующая представление Юникода, совместимое с 8-битным кодированием текста).
- 3 сентября
  - Югославская война: Начаты женевские переговоры по бывшей Югославии под председательством специального уполномоченного Генерального секретаря ООН по Югославии Сайруса Вэнса и посредника от ЕС лорда Оуэна.
  - Война в Абхазии (1992-1993): в Москве в ходе встречи Бориса Ельцина и Эдуарда Шеварднадзе был подписан документ, предусматривающий прекращение огня, вывод грузинских войск из Абхазии, возвращение беженцев. Поскольку конфликтующие стороны не выполнили ни одного пункта соглашения, военные действия продолжились.
  - Установлены дипломатические отношения между Арменией и Гвинеей-Бисау[368].
  - Украина стала членом Международного валютного фонда (МВФ).
  - Конвенция о запрещении химического оружия
- 4 сентября — в Джибути прошёл конституционный референдум по поводу принятия новой Конституции, которая восстанавливала в стране многопартийную демократию. Второй вопрос касался количества политических партий. Избирателей спрашивали, поддерживают ли они ограничение в 4 политические партии. Как Конституция, так и предложенное ограничение в количестве партий было одобрено соотв. 98,1 % и 97,9 % голосов при явке 75,2 %.
- 7 сентября
  - Гражданская война в Таджикистане: Рахмон Набиев вынужден уйти в отставку с поста президента Таджикистана. Акбаршо Искандаров перенимает обязанности президента.
  - Япония, Армения и Азербайджан установили дипломатические отношения[17][369][370].
- 9 сентября — В израильском парламенте премьер-министр Ицхак Рабин предлагает возврат части Голанских высот Сирии.
- 10 сентября
  - Установлены дипломатические отношения между Узбекистаном, Лаосом и Нидерландами[40][371][372].
  - Установлены дипломатические отношения между Казахстаном и Нидерландами[5][373][374].
- 11 сентября
  - в Пасадине (штат Калифорния, США) на выставке «World Of Commodore» прошла презентация Amiga 4000, первого компьютера на базе чипсета AGA.
  - Установлены дипломатические отношения между Азербайджаном и Ганой[17].
- 12 сентября
  - 50-й старт (STS-47) по программе Спейс Шаттл. 2-й полёт шаттла «Индевор». Экипаж — Роберт Гибсон, Кёртис Браун, Джером Этп, Мамору Мори (Япония). Впервые в космосе супружеская пара — Марк Ли и Нэнси Дейвис. Первая афроамериканка в космосе — Мэй Джемисон.
  - Рамиз Алия, бывший председатель Президиума Народного собрания Албании, арестован в связи с обвинениями в присвоении государственных средств и злоупотреблении властью.
  - В Перу в ходе антитеррористической операции, проведённой группой элитных войск, был арестован лидер маоистского террористического движения «Сендеро Луминосо» Абимаэль Гусман.
  - Установлены дипломатические отношения между Узбекистаном и Болгарией[375][376][377].
- 16 сентября
  - Чёрная среда. Курс фунта стерлингов резко упал. В итоге Великобритания и Италия вышли из европейской валютной системы.
  - В соответствии с Указом Президента РФ «О негосударственных пенсионных фондах» в России было введено дополнительное пенсионное обеспечение.
  - Установлены дипломатические отношения между Беларусью и Казахстаном[5].
  - В Эстонии состоялись выборы в VII Рийгикогу. Убедительную победу одерживают правые партии.
  - На референдуме во Франции с незначительным перевесом одерживают верх сторонники Маастрихтского договора.
- 18 сентября
  - Установлены дипломатические отношения между Азербайджаном и Ливаном[17].
  - Азербайджан стал членом Международного валютного фонда (МВФ).
- 20 сентября — Установлены дипломатические отношения между Словенией и Казахстаном[5][378][379].
- 20 сентября—21 сентября — Гражданская война в Таджикистане: Гиссарская операция
- 21 сентября
  - Абдумалик Абдулладжанов занял пост и. о. премьер-министра правительства Таджикистана (20 ноября утверждён в должности).
  - Узбекистан стал членом Международного валютного фонда (МВФ).
  - Постоянный комитет Политбюро ЦК КПК рассмотрел и одобрил постановление «Запросы указаний касательно разработки Китаем программы космических пилотируемых кораблей», дав старт текущему проекту китайской пилотируемой космонавтики «Проект 921», в рамках которого реализуется программа «Шэньчжоу»[380][381].
  - В Нижнем Новгороде открылся Русский музей фотографии[382].
- 22 сентября
  - Установлены дипломатические отношения между Арменией и Индонезией[383][384].
  - Туркменистан стал членом Международного валютного фонда (МВФ).
- 23 сентября
  - На полигоне в Неваде (США) было проведено последнее на данный момент испытание американского ядерного оружия.
  - Неожиданное сильное наводнение во Франции приводит к гибели 80 человек (стихийное бедствие продолжается до 24 сентября).
  - Установлены дипломатические отношения между Азербайджаном и Вьетнамом[17].
  - Сан-Марино стал членом Международного валютного фонда (МВФ).
- 24 сентября
  - Первая гражданская война в Либерии: Тысячи граждан Либерии, проживающих в северо-западной части страны, покидают родину после того, как усилия по установлению мира не дают результата, и боевые действия возобновляются с новой силой.
  - Дэвид Меллор[англ.], первый британский министр национального достояния, уходит в отставку после того, как бульварная пресса начинает публиковать материалы о его связи с некой актрисой и о том, что он принимал подарки от дочери высокопоставленного деятеля ООП.
  - Установлены дипломатические отношения между Азербайджаном и Индонезией[17].
- 25 сентября — Первая карабахская война: Достигнуто соглашение о прекращении огня между Азербайджаном и Арменией в спорном районе Нагорный Карабах, однако ещё до конца сентября обе стороны начинают обвинять друг друга в нарушении соглашения.
- 26 сентября — катастрофа C-130 под Лагосом. Погибли не менее 158 человек.
- 27 сентября
  - В Румынии состоялся первый тур президентских выборов.
  - На плебисците в Того принимается новая конституция, которая предусматривает свободные выборы и отделение власти.
- 28 сентября — около Бхадагона, Катманду, Непал, при попытке посадки самолёт Airbus A300B4-203 компании Pakistan International Airlines задел скрытую облаком возвышенность. 167 погибших. Крупнейшая авиакатастрофа в Непале.
- 29 сентября — Гражданская война в Анголе: В Анголе проводятся первые многопартийные парламентские выборы (до 30 сентября). Победу одерживает правящее Народное движение за освобождение Анголы — Партия труда. Движение УНИТА отказалось признать их результаты, что привело к возобновлению гражданской войны.
- Сентябрь — после 6-летнего перерыва и 20-месячной реконструкции снова открылся «Кармелит», первый на Ближнем Востоке метрополитен, расположенный в городе Хайфа (Израиль).

### Октябрь
- 1 октября
  - При ядерной аварии в литейном заводе города Витебска 20 рабочих заражаются радиоактивными веществами.
  - В России началась выдача приватизационных чеков, которые в народе получили название ваучеры.
  - Установлены дипломатические отношения между Казахстаном и Грецией[5][385][386].
  - Витольд Фокин подал в отставку с поста премьер-министра Украины. И. о. премьер-министра стал Валентин Симоненко.
- 1—6 октября — Война в Абхазии (1992—1993): Битва за Гагру, в ходе которых Гагра занята абхазскими войсками и их союзниками.
- 1—19 октября — Первая карабахская война: Азербайджаном предпринята неудачная военная операция по возвращению контроля над Лачинским коридором.
- 2 октября — в тюрьме Карандиру (Сан-Паулу, Бразилия) восстание привело к «резне Карандиру», в результате которой погибли 111 заключённых.
- 3 октября — в передаче Субботним вечером в прямом эфире на американском канале NBC ирландская певица Шинейд О’Коннор разрезала портрет папы римского Иоанна Павла II, что вызвало масштабный скандал и привело к фактическому остракизму исполнительницы.

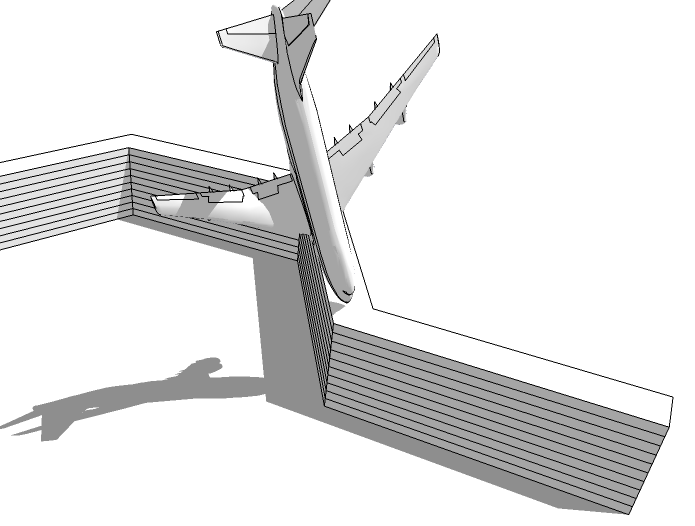
Компьютерная реконструкция падения рейса El Al-1862 на жилой комплекс в Амстердаме

- 4 октября — Авиакатастрофа в Амстердаме — крупнейшая в Нидерландах (43 погибших).
- 5 октября
  - На парламентских выборах в Гайане победу с незначительным перевесом одерживает Народная прогрессивная партия. Заканчивается 28-летний период нахождения у власти Народного национального конгресса.
  - В Кувейте были проведены первые после освобождения от иракской оккупации выборы в Национальное Собрание.
  - Установлены дипломатические отношения между Казахстаном и Туркменистаном[5][387][388][389].

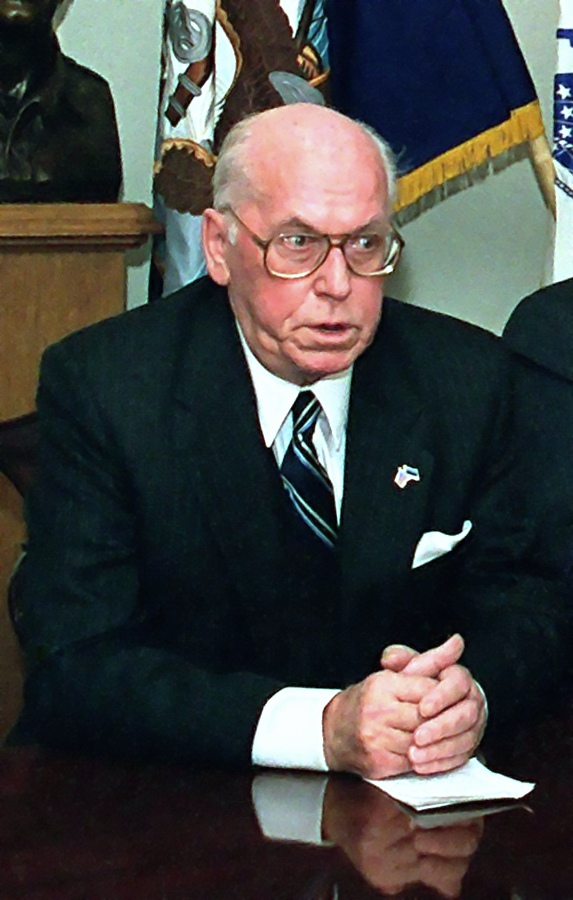
Леннарт Мери

- 6 октября — первым президентом Эстонии после восстановления независимости стал Леннарт Мери (до 8 октября 2001 года).
- 7 октября — Парламент Азербайджана отклонил ратификацию учредительных документов СНГ.
- 8 октября — президент Ро Дэ У назначил Хён Сын Джона премьер-министром Южной Кореи.
- 9 октября
  - Основано Народное движение Беларуси.
  - Установлены дипломатические отношения между Туркменистаном, Арменией и Украиной[71][390].
  - Алма-Атинская декларация (1992)

- 11 октября

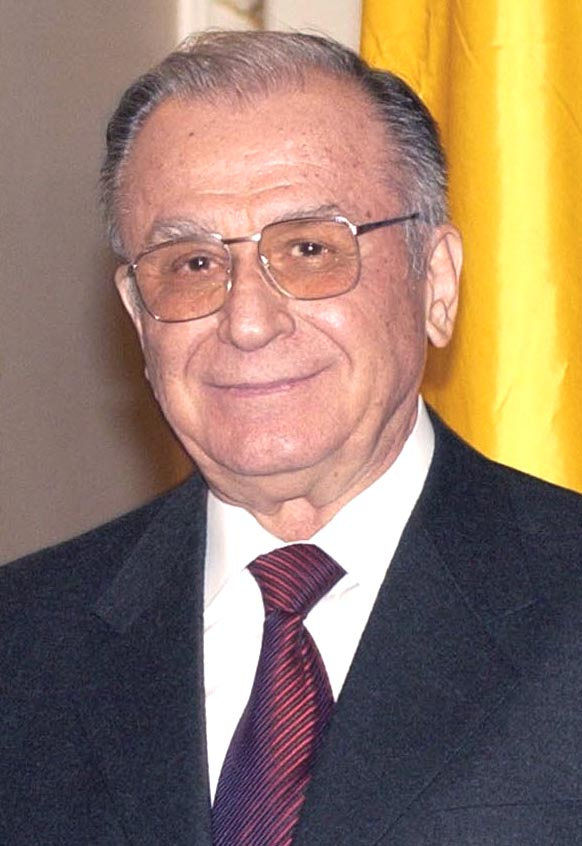
Ион Илиеску

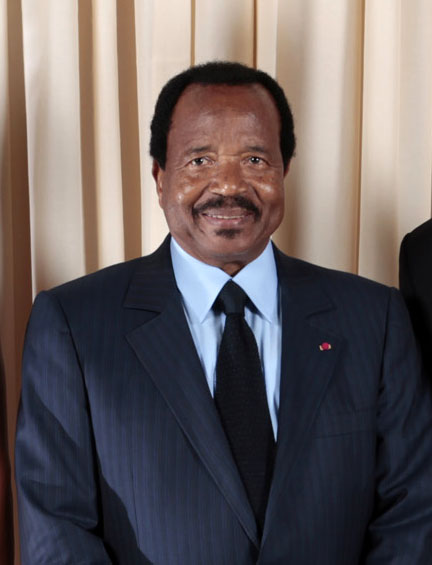
Поль Бийя

  - В Румынии прошёл второй тур президентских выборов. Победу одержал действующий президент Ион Илиеску.
  - На первых многопартийных выборах в Камеруне победу с небольшим преимуществом одерживает президент Поль Бийя.
  - Эдуард Шеварнадзе избран главой республики Грузия и председателем парламента. Представители мирного блока завоевали большинство мест в парламенте. Явка избирателей составила 74,2 %.
- 12 октября
  - В Доминиканской Республике папа Иоанн Павел II отметил 500-летний юбилей встречи двух культур.
  - В Египте произошло землетрясение. 545 человек погибли, 651 пострадали и более 50 тысяч человек остались без крова.
  - Установлены дипломатические отношения между Арменией и Таджикистаном[391].
- 12—18 октября — в Пекине проходил XIV съезд Коммунистической партии Китая. На нём впервые было объявлено, что теория «социализма с китайской спецификой» Дэн Сяопина должна играть «общепартийную направляющую роль». Партийному руководству удалось решить две проблемы: придать легитимный характер процессу становления «рыночного социализма», обеспечив сохранение политического режима КПК.

- 13 октября

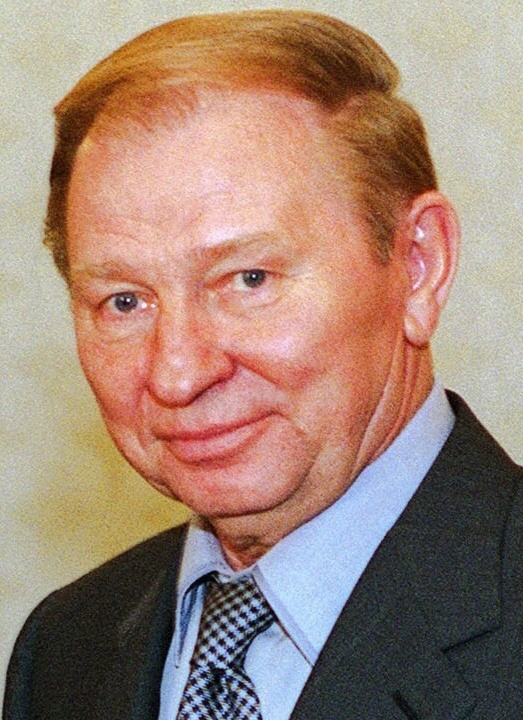
Леонид Кучма

  - В Великобритании объявлено о том, что добыча угля будет прекращена на 31 шахте из 50 (19 октября правительство откладывает закрытие некоторых шахт в связи с массовыми протестами и общественной поддержкой шахтёров).
  - Премьер-министром Украины стал Леонид Кучма.
  - Установлены дипломатические отношения между Узбекистаном и Афганистаном[40][392][393].
- 15 октября
  - Серийный убийца Андрей Чикатило признан виновным в 53 убийствах.
  - Установлены дипломатические отношения между Узбекистаном и Бангладеш[394].
  - Установлены дипломатические отношения между Казахстаном и Кыргызстаном[5][395][396].
- 16 октября
  - Чернобыльская АЭС перезапустила третий блок.
  - Установлены дипломатические отношения между Казахстаном и Хорватией[5][397][398].
  - Боснийская война: Операция «Воздушный монитор»
- 17 октября — Установлены дипломатические отношения между Узбекистаном и Ватиканом[40].
- 19 октября — Депутаты Бундестага Петра Келли и Герт Бастиан найдены мёртвыми в Бонне.
- 20 октября
  - В Москве зарегистрировано АООТ МММ.
  - Установлены дипломатические отношения между Узбекистаном и Таджикистаном[40].
- 21 октября
  - Установлены дипломатические отношения между Арменией и Таджикистаном[399][400].
  - Решением Рийгикогу (парламент Эстонии) Март Лаар был утверждён премьер-министром, после того, как был назначен на этот пост президентом Леннартом Мери.
  - Выходит игра Sonic The Hedgehog 2 на платформу Sega Mega Drive (сиквел первой игры про Соника)
- 22 октября
  - 51-й старт (STS-52) по программе Спейс Шаттл. 13-й полёт шаттла «Колумбия». Экипаж — Джеймс Уэзерби, Майкл Бейкер, Уильям Шеперд, Тамара Джерниган, Чарльз Вич, Стивен МакЛейн (Канада).
  - Россия и Казахстан установили дипломатические отношения[401].
- 24 октября — Верховным Советом России принята Концепция судебной реформы.
- 25 октября
  - В Литве прошло голосование по проекту новой конституции. В голосовании приняли участие более половины зарегистрированных избирателей, около четырёх пятых из них высказалось за принятие новой конституции Литвы[402]. 6 ноября новая Конституция Литовской республики официально подписана, начав действовать. В этот же день состоялся первый тур парламентских выборов.
  - Установлены дипломатические отношения между Узбекистаном и ОАЭ[40][403].
- 26 октября
  - Учредительный конгресс оппозиционного Фронта национального спасения (ФНС). Запрещение Указом президента (28 октября) деятельности ФНС как антиконституционного.
  - На референдуме в Канаде избиратели отвергают соглашение о реформе в Шарлотгатауне, которая предусматривает преимущества для франкоговорящего Квебека.
  - В самом центре Екатеринбурга совершенно вооружённое нападение неизвестными киллерами на лидера одной из самых могущественных ОПГ Екатеринбурга «Центровые» Олега Вагина и троих его охранников, привёдшее к перестрелке между ними и киллерами и закончившееся убийством Вагина и его приближённых.
- 28 октября — Боснийская война: сопредседатели мирной конференции по бывшей Югославии С. Вэнс и Д. Оуэн представили в Совет Безопасности ООН проект Конституции Боснии и Герцеговины, предполагающий разделение страны на 10 автономных регионов по национальному признаку и с учётом экономической целесообразности.
- 29—30 октября — В Токио прошла третья конференция по оказанию содействия бывшим советским республикам. В ней приняли участие представители 70 государств и 20 международных организаций.
- 30 октября—1 ноября — Гражданская война в Анголе: Резня на Хэллоуин в Анголе. Активисты правящей МПЛА при поддержке государственных силовых структур истребляют до 10000 оппозиционеров УНИТА. В результате лидер МПЛА Жозе Эдуарду душ Сантуш остаётся президентом Анголы без проведения второго тура выборов.
- 31 октября
  - Папа Иоанн Павел II реабилитировал Галилео Галилея.
  - Рафик Харири назначен премьер-министром Ливана.
- 31 октября—4 ноября — Осетино-ингушский конфликт: этнополитический конфликт на территории Пригородного района Северной Осетии, привёдший к вооружённым столкновениям и многочисленным жертвам со стороны осетинского и ингушского населения.
- Октябрь — Война в Абхазии (1992—1993): начало осады Ткварчели

### Ноябрь
- 1 ноября
  - Во Франции вступил в силу закон, запрещающий курение в общественных местах.
  - Турецко-курдский конфликт: При наступлении против запрещённой в Турции рабочей партии Курдистана правительственные войска выдвинулись в Ирак и убили более 1000 курдских бойцов.
- 2 ноября — Установлены дипломатические отношения между Азербайджаном и Эфиопией[17].

- 3 ноября

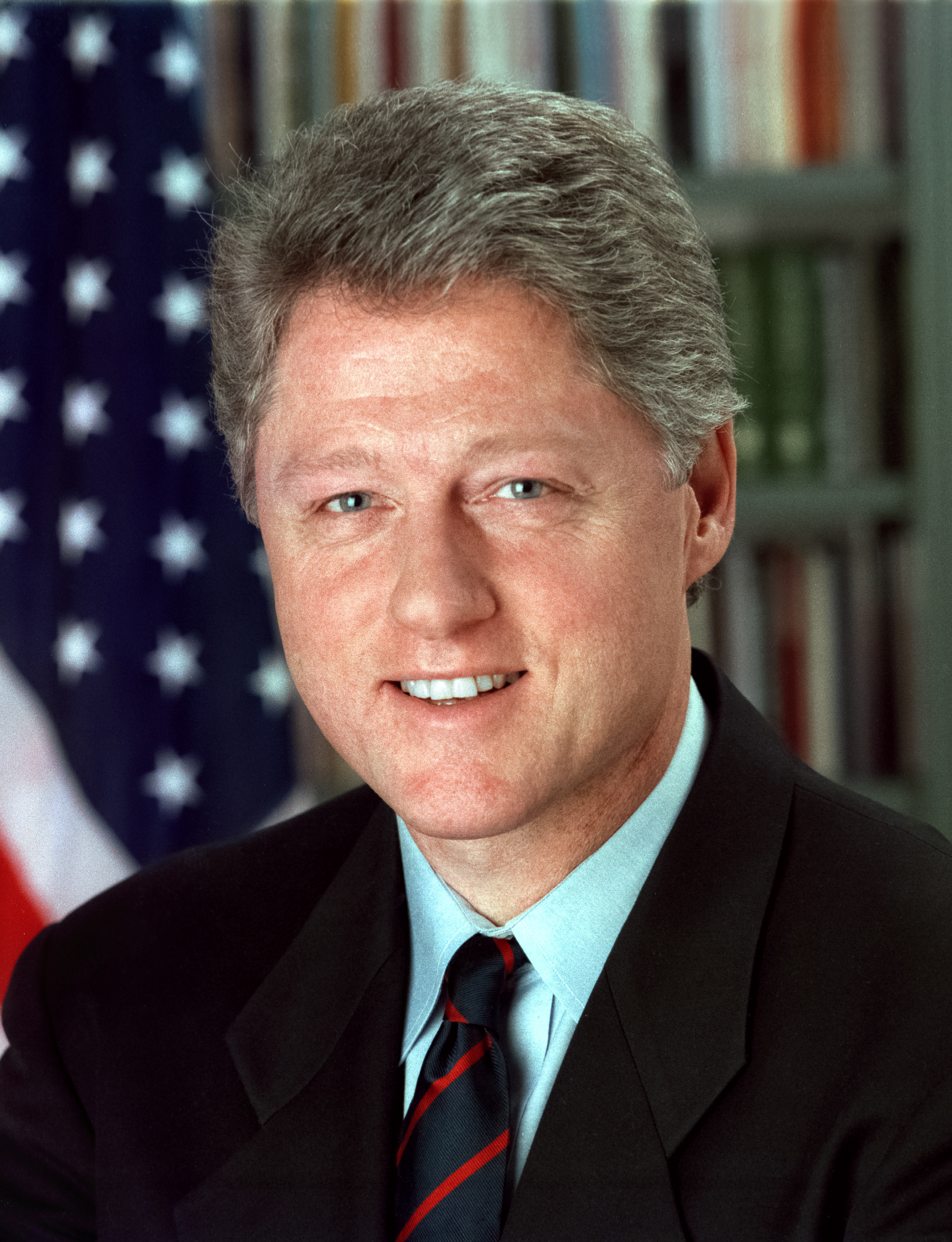
Билл Клинтон

  - Президентские выборы в США. Победил Билл Клинтон. Свои кандидатуры также выставляли Джордж Буш (Старший) и Росс Перо.
  - Установлены дипломатические отношения между Узбекистаном и Латвией[404][405].
- 4 ноября — Николае Вэкэрою стал премьер-министром Румынии.
- 6 ноября — Мусульманские экстремисты впервые открыто призывают в Египте к вооружённой борьбе против правительства.
- 9 ноября
  - Вступление в силу Договора об обычных вооружениях в Европе.
  - Лидеры еврейской общины Германии выступают с предупреждением об «опасности, угрожающей демократии» в стране.
- 11 ноября
  - Англиканская церковь предоставила женщинам право принимать сан священника.
  - Катастрофа Ан-22 под Тверью. Погибли 33 человека — крупнейшая авиакатастрофа Ан-22 «Антей» и в истории Тверской области.
  - Установлены дипломатические отношения между Арменией и Бангладеш[406].
- 12 ноября — На основании результатов референдума, проведённого среди коренного населения, в северной части Канады создаётся полуавтономная территориальная единица — территория проживания коренного населения.
- 14 ноября
  - Нячанг, Вьетнам. При посадке в сильную бурю разбился самолёт Як-40 компании «Vietnam Airlines». Из 31 человека, находившихся на борту, в живых остался один.
  - В Науру прошли парламентские выборы. Все кандидаты были независимыми, так как в стране не существовало политических партий. Вновь избранный Парламент переизбрал президентом Бернарда Довийого 10 голосами против 7.
- 15 ноября
  - Во втором туре парламентских выборов в Литве Демократическая партия труда Литвы получила парламентское большинство и сформировало новое правительство.
  - Около Порто Плата (Доминиканская Республика) при заходе на посадку разбился о 850-метровый горный пик самолёт ИЛ-18Д компании «Aero Caribbean». Все 34 человека на борту погибли.
- 16 ноября
  - Комиссия Голдстоуна в Южной Африке обнаруживает доказательства того, что государство проводило против Африканского национального конгресса политику «грязных уловок».
  - Экваториальная Гвинея и Армения установили дипломатические отношения[407].

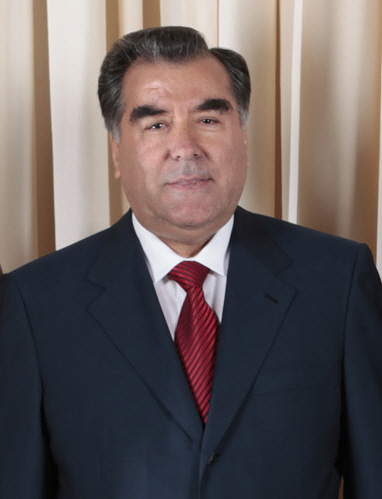
Эмомали Рахмон

- 16 ноября — 2 декабря — Гражданская война в Таджикистане: состоялась XVI сессия Шурои Оли (Верховного совета) Республики Таджикистан в г. Ходженте, на которой Рахмон Набиев ушёл в отставку с поста Президента Республики Таджикистан. 19 ноября Председателем Шурои Оли Республики Таджикистан (фактически главой республики) был избран Эмомали Рахмонов. В декабре, после решений XVI сессии Верховного совета РТ о прекращении вооружённого противостояния, отряды Народного фронта без боя заняли столицу. Однако, «демоисламистские силы», неожиданно получившие мощную политическую поддержку в лице Запада, мусульманских стран и ООН, вновь начали военные действия против Правительства Республики Таджикистан.
- 18 ноября
  - В Пакистане Беназир Бхутто пострадала в результате атаки с использованием слезоточивого газа, которую предприняла полиция против участников марша на Исламабад, требовавших провести новые парламентские выборы.
  - Боснийская война: В ходе операции «Врбас-92» город Яйце и окрестности перешли под контроль боснийских сербов, большинство мусульманского и хорватского населения покинуло территорию[408].
  - Установлены дипломатические отношения между Грузией и Азербайджаном[17][409].
- 19 ноября
  - Борис Ельцин и южнокорейский президент Ро Дэ У подписывают в Сеуле договор о дружеских отношениях, который является первым двухсторонним соглашением с конца 19 столетия.
  - Установлены дипломатические отношения между Беларусью и Молдовой[410].
- 20 ноября
  - В Виндзорском замке (Великобритания) произошёл пожар, причинивший ущерб в размере 50 млн фунтов стерлингов.
  - 16-летняя девочка Натали Пирман была найдена задушенной после того, как пропала в «квартале красных фонарей» в Норвиче. Убийство не раскрыто.
- 22 ноября — На парламентских выборах в Перу партии, поддерживающие политику президента Альберто Фухимори, получают абсолютное большинство в новом Демократическом конституционном конгрессе, однако в выборах, бойкотируемых всеми главными оппозиционными партиями, принимают участие только 38 процентов избирателей[уточнить].
- 23 ноября — Казахстан установил дипломатические отношения с Узбекистаном и Тунисом[5][411].
- 24 ноября
  - В Китае произошла авиакатастрофа внутреннего рейса «China Southern Airlines». Погиб 141 человек.
  - На станции «Проспект Мира» московского метрополитена брошенный взрывпакет вызвал панику среди пассажиров, однако обошлось без жертв.
- 25 ноября
  - Бархатный развод: Федеральное собрание Чехословакии проголосовало за раздел страны на Чехию и Словакию. (Решение вступило в силу 1 января 1993 года).
  - На парламентских выборах в Ирландии правящая партия Фианна Файл понесла существенные потери. Одновременно в стране состоялся референдум по вопросу о праве на аборт, против которого резко возражала католическая церковь. Большинство участников проголосовало против предложения правительства, которое предполагало разрешить женщинам прерывать беременность в случае непосредственной угрозы для их жизни; в то же самое время ирландцы поддержали предоставление беременным права на беспрепятственный выезд из страны для совершения аборта за границей и предложение о законном распространении информации об услугах, легально совершаемых в других странах.
  - Альгирдас Бразаускас стал председателем Сейма и исполняющим обязанности президента Литвы.
- 26 ноября
  - Установлены дипломатические отношения между Узбекистаном и Тунисом[40].
  - Установлены дипломатические отношения между Казахстаном и Мали[5].
- 27 ноября
  - Гражданская война в Анголе: Эдуарду душ Сантуш и Савимби публикуют Намибийскую декларацию, в которой обязуются следовать заключённому мирному договору и соглашаются на дальнейшее присутствие в Анголе миротворческих сил ООН.
  - Пожар во дворце Хофбург. Сначала огонь охватил Большой и Малый залы, где в 1814—1815 гг. проходили заседания Венского конгресса. Пожарным удалось спасти дворец, а также соседние здания Национальной библиотеки и Испанской школы верховой езды. 69 дорогих породистых лошадей были вовремя отведены в безопасное место. Наиболее ценные художественные предметы, кроме двух гобеленов XVIII в., от огня не пострадали.
  - В Венесуэле была предпринята очередная попытка государственного переворота.
- 28 ноября — Азербайджан, Афганистан, Казахстан, Кыргызстан, Таджикистан, Туркменистан и Узбекистан приняты в Организацию экономического сотрудничества.
- 30 ноября
  - На парламентских выборах в Намибии (до 4 декабря) победу с подавляющим перевесом одерживает Народная организация Юго-Западной Африки.
  - Генеральная Ассамблея ООН приняла Конвенцию о запрещении разработки, производства, накопления и применения химического оружия и его уничтожении.
  - При крушении поезда около Амстердама пять пассажиров погибли.

### Декабрь
- 1 декабря — Официально зарегистрирован национальный домен для Украины — .ua.

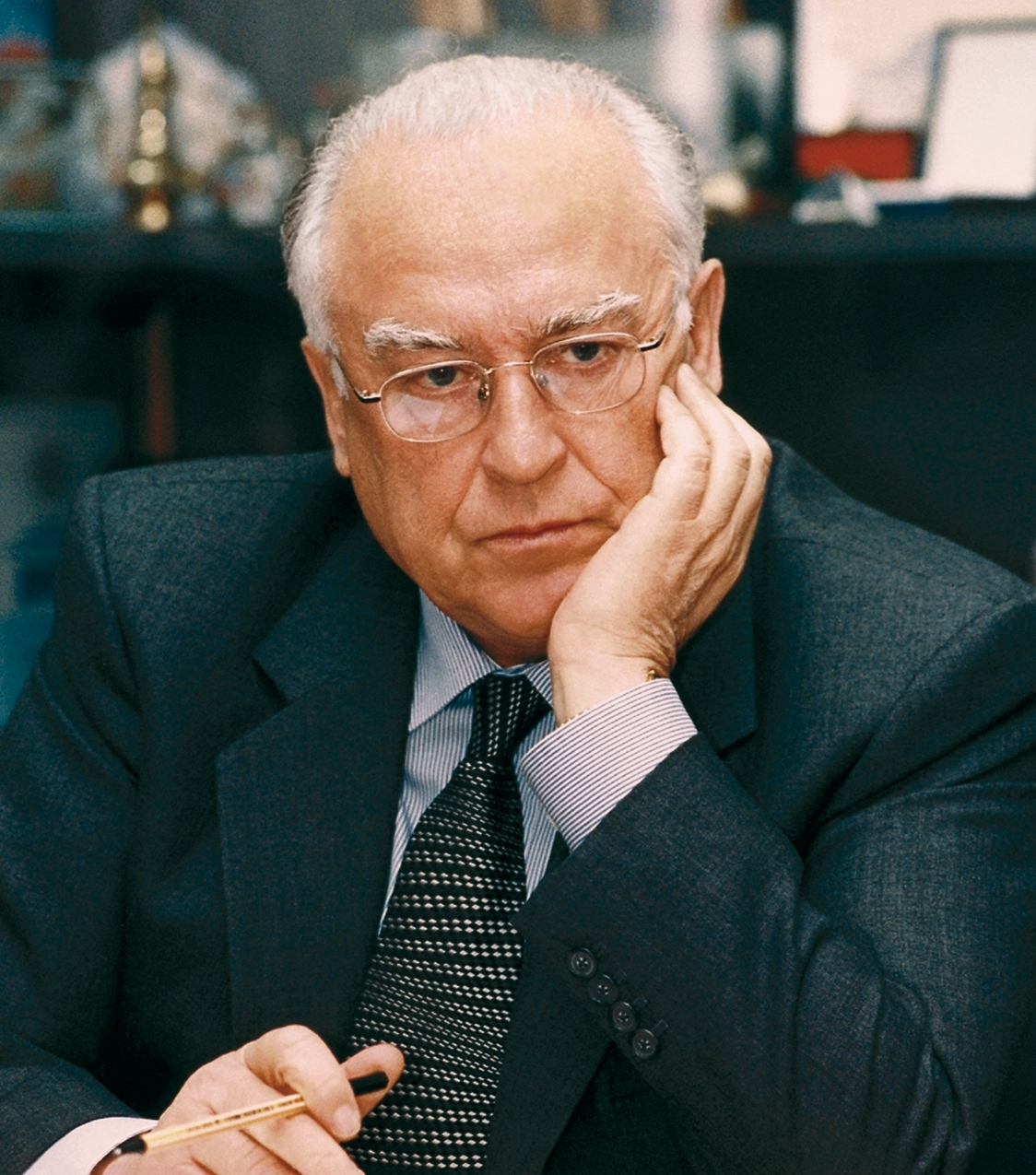
Виктор Черномырдин

- 1—14 декабря — Конституционный кризис в России (1992—1993): в Москве состоялся седьмой Съезд народных депутатов, на протяжении всей работы которого депутаты и руководство Верховного Совета критиковали Правительство Е. Т. Гайдара.
- 2 декабря
  - 52-й старт (STS-53) по программе Спейс Шаттл. 15-й полёт шаттла «Дискавери». Экипаж — Дейвид Уокер, Роберт Кабана, Гайон Блуфорд, Джеймс Восс, Майкл Клиффорд. Полёт для министерства обороны США.
  - Премьер-министр Греции Константинос Мицотакис отправляет в отставку всех членов правительства, выступивших против его политики экономии средств и сдержанной позиции в отношении Македонии (3 декабря формируется новое правительство).
  - В Великобритании сотрудниками компании Sema, работающей в сфере мобильной связи, отправлено первое в мире SMS-сообщение: «Merry Christmas».
  - Официально зарегистрирован национальный домен верхнего уровня для Грузии — .ge.
  - Премьер-министром Литвы стал Бронисловас Лубис.
  - Маркулину Моку стал премьер-министром Анголы.
- 3 декабря
  - Около побережья Ла-Коруньи (Испания) сел на мель греческий танкер «Aegean Sea», перевозивший 80000 тонн сырой нефти. Большая часть груза попала в море.
  - Совет Безопасности ООН санкционировал операцию под руководством США в Сомали с целью обеспечения безопасности и условий для оказания гуманитарной помощи населению страны.
- 4 декабря — в Сомали высадились войска США, направленные туда ООН с миротворческой миссией.
- 6 декабря
  - В Индии индусские экстремисты разрушили мечеть Бабри XVI века в городе Айодхья, что привело к массовым беспорядкам в разных районах страны в которых погибли 1500 человек.
  - В Словении прошёл первый тур парламентских выборов. В этот же день состоялись президентские выборы, победил президент Милан Кучан, получивший 64 % голосов. Явка составила 86 %.
- 8 декабря
  - На шахте Фалу (Фалун, Швеция) завершилась добыча меди после тысячи лет горных работ.
  - Вышел указ Президента Российской Федерации Бориса Ельцина о создании Федерального казначейства.
  - Принятие конституции республики Узбекистан.
  - Установлены дипломатические отношения между Арменией и Суданом[412].
- 9 декабря
  - Принц Чарльз и принцесса Диана публично объявили о раздельном проживании.
  - В ходе операции «Возрождение надежды» американские войска прибывают в Могадишо, Сомали, для контроля над международными поставками продовольствия в эту страну.
- 10 декабря
  - Во втором туре парламентских выборов в Словении победу одержала Либеральная демократия Словении, получившая 22 из 90 мест в парламенте. Лидер партии Янез Дрновшек избран премьер-министром Словении парламентом 12 января 1993 года.
  - Установлены дипломатические отношения между Казахстаном и Латвией[5][413][414].
- 11 декабря — в Эдинбурге проходит встреча на высшем уровне руководителей стран-участниц ЕЭС (до 12 декабря), участники которой соглашаются с возражениями Дании по поводу Маастрихтского договора.
- 12 декабря — на острове Флорес (Индонезия) произошло землетрясение. Погибли 2500 человек.

- 14 декабря
  - Конституционный кризис в России (1992—1993): Виктор Черномырдин назначен председателем российского правительства.
  - Война в Абхазии (1992—1993): над селом Лата Гульрипшского района Абхазии сбит российский вертолёт Ми-8, совершавший гуманитарный рейс из блокадного города Ткварчели в город Гудаута. Погибли все находящиеся в вертолёте: по сообщениям разных СМИ от 81 до 87 человек, многие из которых были эвакуировавшимися из осаждённого города женщинами (из них 8 были беременны) и 35 детьми.
  - Боснийская война: Резня в Бьеловаце.
- 16 декабря
  - Израильское правительство одобряет распоряжение о депортации в Ливан 415 палестинцев. Ливан отказывается принять высланных лиц, и они вынуждены организовать лагерь на «ничейной» земле в зоне безопасности на юге Ливана.
  - Чешский Национальный совет принимает конституцию новой Чешской Республики (должна вступить в действие 1 января 1993 года).
- 17 декабря — Подписан договор о создании Североамериканской зоны свободной торговли (НАФТА).
- 17—19 декабря — Визит в КНР Президента РФ Б. Н. Ельцина. Были подписаны Совместная Декларация об основах взаимоотношений между РФ и КНР, Меморандум о взаимопонимании между правительствами РФ и КНР по вопросам взаимного сокращения вооружённых сил и укрепления доверия в военной области в районе границы, а также Межправительственное соглашение о сотрудничестве в области исследования и использования космического пространства в мирных целях.
- 18 декабря
  - Ким Ён Сам избран президентом Республики Кореи.
  - Резолюцией 47/135 Генеральной Ассамблеи ООН принята Декларация о правах лиц, принадлежащих к национальным или этническим, религиозным и языковым меньшинствам

- 20 декабря

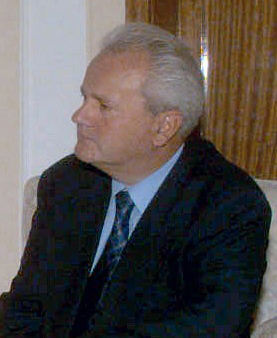
Слободан Милошевич

  - В Черногории прошли парламентские и первый тур президентских выборов. Большинство в парламенте получила Демократическая партия социалистов Черногории, выступавшая за большую автономию республики в составе федерации Сербия и Черногория.
  - Слободан Милошевич избирается президентом Сербии на следующий срок, а возглавляемая им Социалистическая партия получает большинство на парламентских выборах.
  - На парламентских выборах в Лаосе НРПЛ одержала победу, заняв все 85 мест.
- 21 декабря
  - В Великобритании Высокий суд принимает решение о том, что постановление правительства о закрытии 31 шахты было незаконным и нарушило право шахтёров и профсоюзов на проведение переговоров по этому вопросу.
  - В Кракове Венгрия, Польша и Чехословакия подписали соглашение о создании центральноевропейской зоны свободной торговли с 1 марта 1993 года.
  - При второй попытке посадке в условиях сильного ветра, в бурю, самолёт Douglas DC-10-30CF компании Marinair Holland NV задел полосу концом крыла и съезжает с полосы, что приводит к взрыву топливного бака. Из 340 человек на борту погибли 56. Ошибка экипажа (слишком большая скорость снижения) и очень плохие погодные условия (экстремальный по силе боковой ветер).
- 22 декабря
  - Парагвайский юрист и правозащитник Мартин Альмада обнаружил Архивы террора, в которых содержалась информация о тысячах людей, которых похищали, арестовывали и убивали спецслужбы латиноамериканских стран в ходе операции «Кондор».
  - Катастрофа Boeing 727 под Триполи. Погибли 157 человек — крупнейшая авиакатастрофа в истории Ливии.
- 27 декабря — американская военная авиация сбивает боевой самолёт Ирака над запретной зоной для полётов Объединённых Наций на юге 32 градуса широты.
- 29 декабря — президент Бразилии Фернанду Колор ди Мелу признан виновным в хищении более 32 000 000 долларов правительственных средств. Он был отстранён от власти и ему было запрещено занимать любые избираемые должности в течение 8 лет.
- 30 декабря
  - Вышел Указ Президента РФ № 1702 «О преобразовании в акционерные общества и приватизации объединений, предприятий и организаций угольной промышленности», в соответствии с которым жилищный фонд, жилищно-эксплуатационные и ремонтно-строительные предприятия по его обслуживанию, а также объекты инженерной инфраструктуры, находящиеся на балансе преобразуемых производственных объединений и предприятий, подлежат передаче в муниципальную собственность.
  - В Болгарии сформировано правительство во главе с Любеном Беровым.
  - Установлены дипломатические отношения между Беларусью и Литвой[415].
  - Установлены дипломатические отношения между Арменией и Алжиром[416][417].
- Декабрь — в Венесуэле провелись вторые в истории страны региональные выборы после децентрализации 1989 года. Впервые губернаторов выбирали жители штатов Амасонас и Дельта-Амакуро, до этого имевшие статус федеральных территорий. Явка составила 49,3 %.

### Без точных дат
- Золотой самородок Ирендыкский медведь был найден на отроге Ирендыкских гор (Башкортостан, Россия).
- Началось участие российских войск в миротворческих акциях на территории СНГ, а также в бывшей Югославии (1992—1996 годы).
- В Донецке был закрыт Выставочный центр Авангард.

### Продолжающиеся события
- Гражданская война в Бирме
- Гражданская война в Анголе
- Война в Восточном Тиморе
- Ачехский конфликт
- Вторая гражданская война в Судане
- Гражданская война на Шри-Ланке
- Турецко-курдский конфликт
- Арабо-израильский конфликт
- Гражданская война в Сомали
- Первая гражданская война в Либерии
- Кашмирский конфликт
- Грузино-южноосетинский конфликт

## Государственные флаги новых государств
Ниже приведены флаги государств и непризнанных государственных образований, объявивших о независимости в 1992 году. Флаги приведены на момент провозглашения независимости.

## Персоны года
Человек года по версии журнала Time — Билл Клинтон, президент США.

## Родились
См. также: Категория: Родившиеся в 1992 году

### Октябрь
- 2 октября — Алисон Бекер, Бразильский футболист, немецкого происхождения, вратарь клуба «Ливерпуль»
- 22 октября — Шайя Бин Эйбрахам-Джозеф, американский рэпер, автор песен и музыкальный продюсер.

### Май
- 11 мая — Тибо́ Николя́ Марк Куртуа́, бельгийский футболист, вратарь клуба «Реал Мадрид»

### Февраль
- 5 февраля — Нейма́р да Си́лва Са́нтос Жу́ниор, бразильский нападающий, игрок клуба «Сантос»

### Июнь
- 15 июня — Моха́ммед Сала́х Хаме́д Мехру́з Гали́, египетский футболист, бомбардир клуба Ливерпуль и капитан сборной Египта.

## Нобелевские премии
- Физика — Жорж Шарпак — «За открытие и создание детекторов частиц, в частности многопроволочной пропорциональной камеры».
- Химия — Рудольф Маркус — «За вклад в теорию реакций переноса электрона в химических системах».
- Медицина и физиология — Эдмонд Фишер, Эдвин Кребс — «За открытия, касающиеся обратимой белковой фосфориляции как механизма биологической регуляции».
- Экономика — Гэри Беккер — «За исследования широкого круга проблем человеческого поведения и реагирования, не ограничивающегося только рыночным поведением».
- Литература — Дерек Уолкотт — «За блестящий образец карибского эпоса в 64 разделах».
- Премия мира — Ригоберта Менчу — «Как борец за права человека, особенно коренного населения Америки».